# Угорська шляхта
Угорська шляхта — привілейований стан в Угорському королівстві з ХІ століття до середини ХХ століття. Спочатку як шляхтичі описувалися різноманітні групи людей, але з кінця ХІІ століття знатними вважалися лише високопоставлені королівські урядовці. Більшість аристократів стверджували, що походять від вождів періоду, що передував заснуванню королівства приблизно в 1000 році; інші походили від західноєвропейських лицарів, які оселилися в Угорщині. Замкові воїни нижчого рангу також володіли землею і служили в королівському війську. З 1170-х років більшість привілейованих мирян називали себе королівськими слугами, щоб підкреслити свій прямий зв'язок з монархами. Золота булла 1222 року закріпила їх свободи, особливо звільнення від податків і обмеження військової повинності. З 1220-х років королівські слуги були пов'язані зі шляхетством, а найвищі посадові особи були відомі як барони королівства. Тільки ті, хто володів алодами – землями, вільними від повинностей – вважалися справжніми шляхтичами, але існували й інші привілейовані групи землевласників, відомі як умовні шляхтичі.
У 1280-х роках Симон Кеза був першим, хто заявив, що шляхта має владу в королівстві. Повіти перетворилися на інститути шляхетської автономії, а шляхетські делегати відвідували сейми. Найбагатші барони будували кам'яні замки, що дозволяло їм контролювати величезні території, але королівська влада була відновлена на початку XIV століття. У 1351 році король Людовик Угорський запровадив вільну систему і запровадив принцип «однієї й тієї самої свободи» для всіх шляхтичів, але юридичні відмінності між справжніми шляхтичами та умовними шляхтичами переважали. Наймогутніші шляхтичі наймали менших шляхтичів як своїх familiares (утримувачів), але це приватне посилання не розірвало familiaris' пряме підпорядкування монарху. Відповідно до звичаєвого права, лише чоловіки успадковували шляхетські маєтки, але за угорською королівською прерогативою префектури, королі могли просувати «доньку в сина», дозволяючи їй успадковувати землі свого батька. Шляхтанки, які вийшли заміж за простолюдина, також могли претендувати на спадщину – доньчину чверть (тобто одна чверть майна їхнього батька) – в землі.
Хоча Tripartitum – часто цитована компіляція звичаєвого права, опублікована в 1514 році – зміцнив ідею, що вся шляхта рівна, монархи надавали спадкові титули могутнім аристократам, а найбідніші шляхтичі втратили звільнення від податків із середини XVI століття. У ранній сучасний період через розширення Османської імперії Угорщина була розділена на три частини: Угорське королівство в складі імперії Габсбургів, квазінезалежне Трансільванське князівство та Османську Угорщину. Князі Трансільванії підтримали боротьбу шляхти проти династії Габсбургів у королівській Угорщині, але не дозволили трансільванській шляхті кинути виклик їхній власній владі. У XVII столітті не було чимось незвичайним облагороджування цілих груп людей. Прикладом є отримання шляхетства групою 10 000 гайдуків в 1605 році. Після поділу сейму на дві палати в Королівській Угорщині в 1608 році шляхта зі спадковим титулом мала місце у верхній палаті, інші шляхтичі посилали делегатів до нижньої палати.
Після поразки османів у Великій турецькій війні наприкінці XVII століття Трансільванія та Османська Угорщина були включені до Габсбурзької монархії. Габсбурги кілька разів підтверджували привілеї шляхти, але їхні спроби зміцнити королівську владу регулярно приводили їх до конфліктів із шляхтою, яка становила майже п'ять відсотків населення. Шляхтичі-реформатори вимагали скасування шляхетських привілеїв з 1790-х років, але їх програма була втілена в життя лише під час Угорської революції 1848 року. Більшість шляхти втратила свої маєтки після звільнення кріпаків, але аристократи зберегли своє високе соціальне становище. В державному управлінні в Австро-Угорщині працювали тисячі збіднілих шляхтичів. Видатні (переважно євреї) банкіри та промисловці були нагороджені шляхетством, але їхній соціальний статус залишався нижчим за традиційних аристократів. Шляхетські титули були скасовані лише в 1947 році, через кілька місяців після проголошення Угорщини республікою.

## Витоки

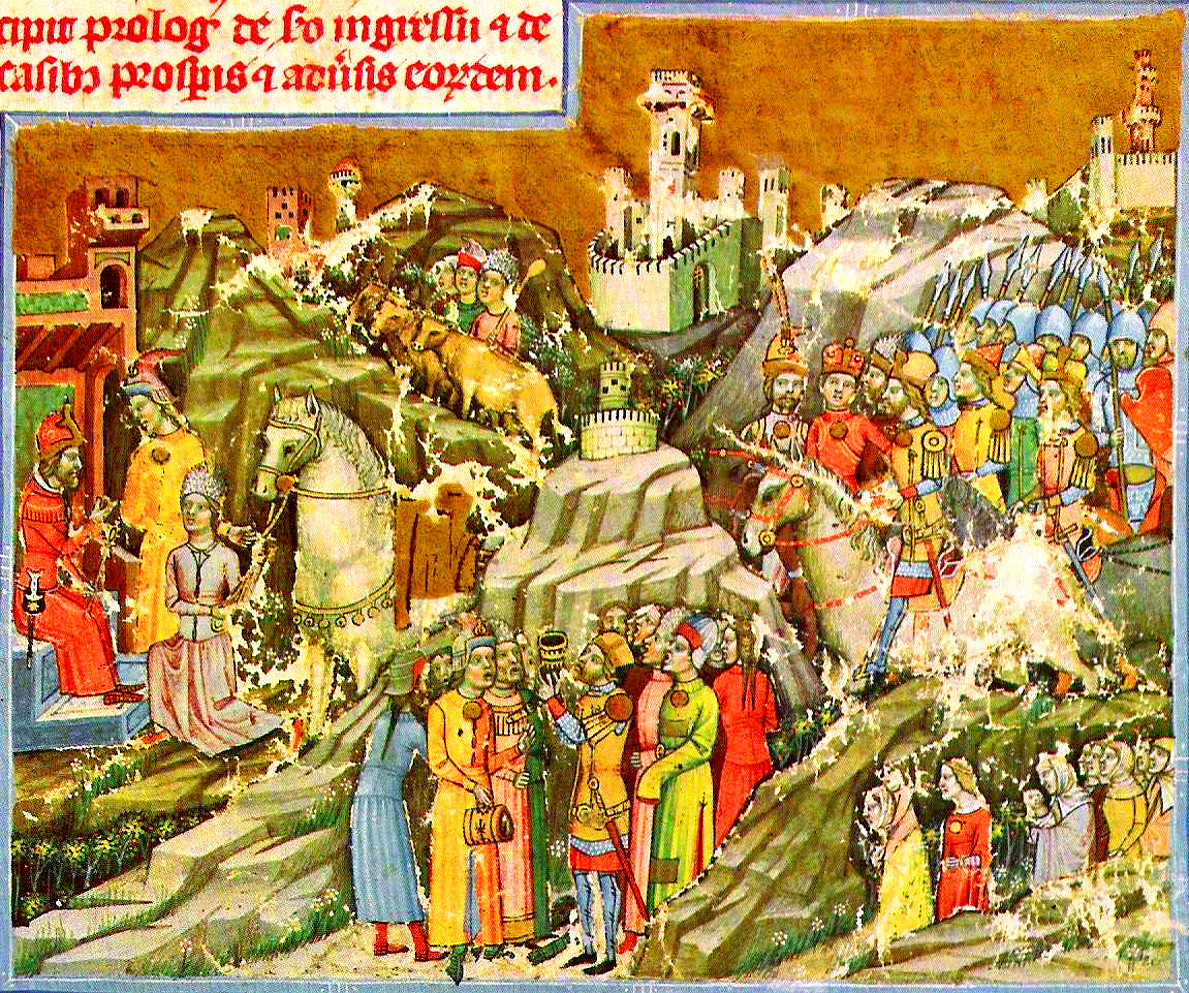
Мадяри завойовують Карпатський басейн (з Ілюмінованої хроніки XIV ст.)

Мадяри (або угорці) жили в причерноморських степах, коли вони вперше згадуються в письмових джерелах середини ІХ століття. Мусульманські купці описували їх як багатих воїнів-кочівників, але вони також помітили, що мадяри мали великі орні землі. Після того, як печеніги вторглися на їхні землі у 894 або 895 роках, мадяри перетнули Карпати. У 900-х роках вони оселилися в низинах уздовж Середнього Дунаю, знищили Моравію та перемогли баварців. Відповідно до деяких наукових теорій, принаймні три угорські шляхетні клани походять від моравських аристократів, які пережили угорське завоювання. Історики, які переконані, що влахи (або румуни) вже були присутні в Карпатському басейні наприкінці ІХ століття пропонують, щоб влаські кнезі (або отамани) теж могли стати шляхтою. Жодна з цих двох теорій не є загальновизнаною.
Близько 950 року імператор ромеїв Костянтин VII Багрянородний ( 913—959 писав, що угорці були організовані в «племена», і кожне мало свого «князя». Вожді племен, швидше за все, носили титул úr (тепер «володар»), як це випливає з угорських термінів, що походять від цього слова, таких як ország (тепер «королівство») і uralkodni («правити»). Імператор зазначив, що мадяри розмовляли як угорською, так і "хазарською мовою " (могутнього степового народу), що свідчить про те, що принаймні їхні лідери були двомовними.
Мадяри жили кочовим або напівкочовим життям, але археологічні дослідження показують, що у 10 столітті більшість поселень складалися з невеликих ямних жител і зрубів. Намети, які використовувалися, згадуються лише в літературних джерелах XII століття. Археологічні знахідки не свідчать про існування фортець у Карпатському басейні в Х століття, але в той же період фортеці також були рідкістю в Західній Європі. Більший зруб – розміром 5х5 метрів – який був побудований на фундаменті з каменів у Боршоді, умовно ідентифікували як будинок місцевого вождя.
Понад 1000 поховань із шаблями, наконечниками стріл і кістками коней показують, що кінні воїни становили значну групу в Х столітті. Угорці найвищого рангу були поховані або на великих кладовищах (де сотні їхніх чоловіків були поховані без зброї навколо місця поховання їх лідера), або на невеликих кладовищах з 25–30 могилами. У похованнях заможних воїнів знайдено багато прикрашену кінську збрую та накидки на шаблях, прикрашені пластинами з дорогоцінних металів. У багатих жіночих могилах зберігалися їхні коси та каблучки зі срібла чи золота, прикрашені коштовним камінням. Найпоширеніші декоративні мотиви, які можна розглядати як племінні тотеми – грифон, вовк і лань – рідко застосовувалися в угорській геральдиці наступних століть. Поразки під час угорських вторгнень до Європи та зіткнення з верховними правителями з династії Арпадів до кінця Х століття знищили провідні урогські родини. Gesta Hungarorum, хроніка, написана близько 1200 р., стверджувала, що десятки знатних родів процвітали наприкінці ХІІ століття походили від вождів племен, але більшість сучасних учених не вважають цей список надійним джерелом.

## Середньовіччя

### Розвиток
Стефан І (997—1038), який був коронований першим королем Угорщини в 1000 або 1001 роках, розгромив останніх племінних вождів, які чинили опір централізації. По всьому королівству були побудовані земляні форти, і більшість з них перетворилися на центри королівської адміністрації. До 1040 року було засновано близько 30 адміністративних одиниць, відомих як комітати (графства); протягом наступних століть було організовано понад 40 нових комітатів. Кожен округ очолював королівський чиновник, ішпан. Королівський двір забезпечив подальші можливості для кар'єри. Як зазначив історик Мартин Раді, «королівський дім був найбільшим постачальником милості в королівстві», де королівська родина володіла більш ніж двома третинами всіх земель. Палатин – глава королівського дому – був найвищим королівським службовцем.

Угорське королівство в 1090-х роках

Королі з династії Арпадів призначали своїх служборців з числа членів близько 110 аристократичних кланів. Ці аристократи походили або від тубільних вождів (тобто мадярських, каварських, печенізьких чи слов'янських), або від іноземних лицарів, які мігрували до країни в ХІ-ХІІ століттях. Іноземні лицарі були навчені західноєвропейському мистецтву війни, що сприяло розвитку важкої кавалерії в Угорщині. Століттями їх нащадків називали прибульцями, але змішані шлюби між тубільцями та прибульцями не були рідкістю, що уможливлювало їх інтеграцію в двох-трьох поколіннях. З кінця XI століття монархи проводили експансіоністську політику. У 1090-х роках Владислав І (1077—1095) захопив Славонію – рівнину між річкою Драва та Динарськими Альпами. Його наступник, Коломан (1095—1116) у 1102 році був коронований королем Хорватії. Обидва королівства зберегли власні звичаї, і угорці рідко отримували земельні наділи в Хорватії. За звичаєвим правом, хорвати не були зобов'язані переходити річку Драва, щоб воювати в королівській армії за власний кошт.
Найдавніші королівські укази дозволяли землевласникам вільно розпоряджатися своїми приватними маєтками, але звичаєве право передбачало, що успадковані землі можуть бути передані лише за згодою родичів власника, які потенційно могли їх успадкувати. З початку ХІІ сторіччя, лише сімейні землі простежуються до гранту, наданого Стефаном І могли успадкувати далекі родичі померлого власника; інші маєтки, якщо їх власник не мав потомства чи братів, переходили до Корони. Аристократичні роди тримали свої успадковані домени цілісними протягом поколінь до ХІІІ століття. Після цього поділ успадкованого майна став стандартною практикою. Навіть роди, що походили від заможних кланів, через регулярні поділи своїх маєтків могли збідніти.
Середньовічні документи згадують основну одиницю маєткової організації як praedium або allodium. Рraedium являв собою ділянку землі (або ціле село, або його частину) з чітко позначеними кордонами. Археолог Марія Вольф ідентифікує невеликі мотетні форти, побудовані на штучних курганах і захищені ровом і частоколом, які з'явилися в ХІІ столітті, як центри приватних маєтків. Домени більшості заможних землевласників складалися з розрізнених praedia, в кількох селах. Через брак документальних підтверджень неможливо визначити розмір тодішніх приватних маєтків. Нащадки Отто Дьора, ішпана графства Шомодь залишався заможним землевласником навіть після того, як він пожертвував 360 домогосподарств новоствореному Капоссентьякабському абатству у 1061 році. Створення монастирів заможними особами було поширеним явищем. Такі власницькі монастирі служили місцем поховання для своїх засновників і нащадків засновників, які вважалися співвласниками, або з ХІІІ століття, співпокровителями, монастиря. Частину praedium обробляли кріпаки, але інші ділянки були здані в оренду в обмін на натуральні податки.
Термін «небель» рідко використовувався і був погано визначений до ХІІІ століття: він міг стосуватися придворного, землевласника з судовими повноваженнями або навіть звичайного воїна. Існування різноманітної групи воїнів, які підпорядковувалися монарху, королівським службовцяс або прелатам, що добре задокументовано. Так, згадуються замкові воїни, які були звільнені від податків, володіли спадковою земельною власністю навколо королівських замків. Вершники в легких обладунках, відомі як lövők (або лучники), і озброєні жителі замку, згадані як őrök (або сторожі), захищали прикордоння.

### Золота Булла

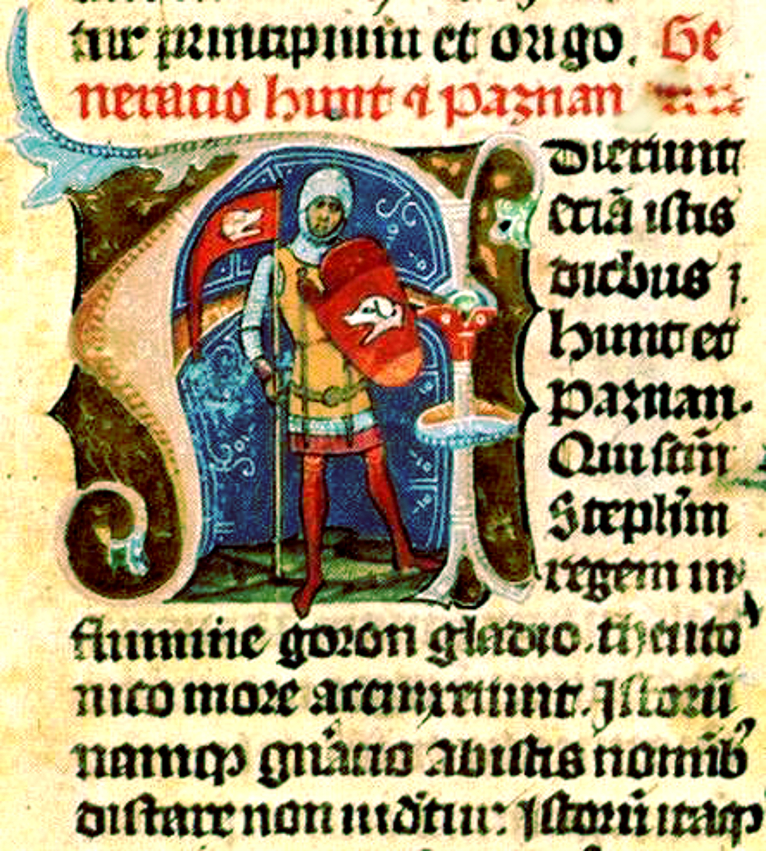
Гант, предок аристократичного роду Гонт-Пазнані на початку ХІ століття (з Освітленої хроніки XIV століття)

Офіційні документи кінця ХІІ століття згадують як нобелів лише придворних сановників та ішпанів. Ця група перейняла більшість елементів лицарської культури. Вони регулярно називали своїх дітей на честь Паріса Троянського, Гектора, Трістана, Ланцелота та інших героїв західноєвропейських лицарських романів. Приблизно в той же час в Угорщині були проведені перші турніри.
Регулярне відчуження королівських маєтків добре задокументовано з 1170-х років. Монархи надавали імунітет, звільняючи маєтки одержувача з-під юрисдикції ішпана або навіть відмовитися від королівських доходів, які там збиралися. Бела III (1172—1196) був першим угорським монархом, який віддав ціле графство шляхтичу: в 1193 році він подарував Бартоломію Кркському Модрус у Хорватії, передбачивши, що надарований мав споряджати воїнів для королівської армії. Син Бели, Андрій II (1205—1235), вирішив «змінити умови» свого королівства та «роздати замки, графства, землі та інші доходи» своїм урядовцям, як він розповів у документі 1217 року. Замість надання маєтків у феод, із зобов'язанням надавати майбутні послуги, він дав їх як аллоди, як винагороду за попередні дії обдаровуваного. Великі воєначальники, які були основними бенефіціарами його грантів, згадувалися як барони королівства з кінця 1210-х років.
Пожертви такого великого масштабу прискорили розвиток заможної групи землевласників, більшість з яких походили з високопоставлених родичів. Деякі заможні землевласники могли дозволити собі будувати кам'яні замки. Близькоспоріднені аристократи відрізнялися від інших родів через посилання на їхнього (фактичного чи передбачуваного) спільного предка зі словами de genere («з роду»). Сім'ї, що походять від одного роду, приймали схожі знаки розрізнення. Автор Gesta Hungarorum сфабрикував для них генеалогії та підкреслив, що вони ніколи не можуть бути виключені з «честі королівства», тобто з державного урядування.
Нові власники переданих королівських маєтків хотіли підпорядкувати вільних людей, замкових воїнів та інші привілейовані групи людей, які проживали в їхніх володіннях або навколо них. Групи, яким загрожувала втрата свободи, хотіли домогтися підтвердження свого статусу королівських слуг, наголошуючи, що вони повинні служити лише королю. Бела III видав першу збережену королівську грамоту про надання цього звання замковому воїну. Золота Булла II 1222 року Андрія ІІ закріпила привілеї королівських слуг. Вони були звільнені від податків; вони повинні були воювати в королівській армії без належної винагороди, лише якщо ворожі сили вторгнуться до королівства; лише монарх або палатин могли судити їхні справи. Відповідно до Золотої булли, лише королівські слуги, які померли без сина, могли вільно заповіти свої маєтки, але навіть у цьому випадку їхні дочки мали право на доньчину чверть. Остаточна стаття Золотої булли дозволяла єпископам, баронам та іншій знаті чинити опір монарху, якщо він ігнорує її положення. Більшість положень Золотої булли вперше були підтверджені в 1231 році.

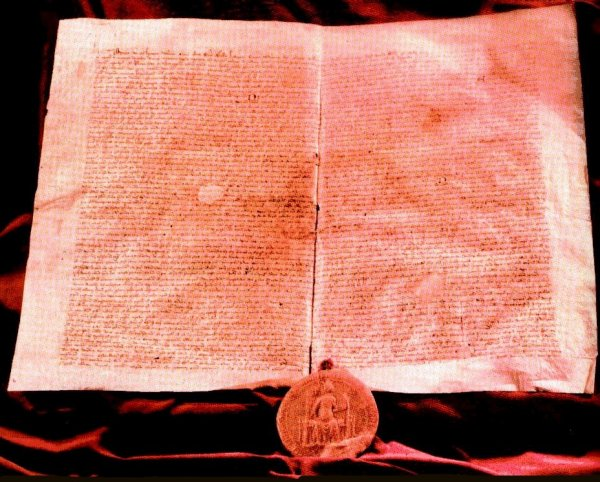
Золота булла 1222 року, перша королівська хартія, яка підсумовує привілеї королівських слуг

Чітке визначення вольностей королівських слуг відрізняло їх від усіх інших привілейованих груп, чиї військові повинності залишалися теоретично необмеженими. З 1220-х років королівські слуги регулярно називалися нобелями та почали розвивати власні корпоративні установи на рівні графства. У 1232 році королівські слуги округу Зала просили Андрія II уповноважити їх «судити і чинити справедливість», заявивши, що повіт скотився в анархію. Король задовольнив їхнє прохання, і Варфоломій, єпископ Веспрема, подав до суду на одного бана Огуза за майно перед їхньою громадою.
Перше монгольське вторгнення в Угорщину в 1241 році довело важливість добре укріплених місць і важкої броньованої кавалерії. У наступні десятиліття Бела IV Угорський (1235—1270) роздав великі ділянки королівських володінь, сподіваючись, що нові власники збудують там кам'яні замки. Обтяжлива програма Бели із будівництва замків була непопулярною, але досягла своєї мети: під час його правління було побудовано або реконструйовано майже 70 замків. Більше половини нових або реконструйованих замків були у шляхетських володіннях. Більшість нових замків було зведено на скелястих вершинах, переважно вздовж західного та північного кордонів. Поширення кам'яних замків глибоко змінило структуру землеволодіння, оскільки замки не можна було утримувати без належного прибутку. За кожним замком були юридично закріплені землі та села, і замки згодом завжди передавалися та успадковувалися разом із цими «приналежностями».
У 1267 році королівські слуги були юридично ідентифіковані як нобелі. Того року «нобелі всієї Угорщини, які називаються королівськими слугами», переконали Белу IV та його сина Стефана V (1270—1272), щоб провести збори та підтвердити свої колективні привілеї. Інші групи воїнів-землевласників також можна було назвати нобелями, але їх завжди відрізняли від справжньої шляхти. Вони володіли своїми маєтками умовно, оскільки від них вимагалося надавати чітко визначені послуги іншому лорду, тому їхні групи тепер спільно відомі як умовна шляхта. Знатні влаські knezes які мали земельну власність у Северинському банаті, були зобов'язані воювати в армії бана (або королівського намісника). Більшість воїнів, відомих як «шляхетні сини слуг», походили від вільних або звільнених кріпаків, які отримали маєтки від Бели IV у Верхній Угорщині за умови, що вони повинні були спільно спорядити фіксовану кількість лицарів. Шляхтичі церкви сформували озброєну свиту найбагатших прелатів. Шляхтичі Турополя в Славонії були зобов'язані забезпечувати продовольством і фуражем високопоставлених королівських урядовців. Дві привілейовані групи, секеї та сакси, твердо захищали свої громадські свободи, що перешкоджало їхнім лідерам користуватися шляхетськими привілеями на секейських та саксонських територіях у Трансільванії. Секеї та сакси могли насолоджуватися вольностями шляхтичів, лише якщо вони володіли маєтками за межами земель двох привілейованих громад.
Більшість знатних сімей не спромоглися прийняти стратегію, щоб уникнути поділу їхніх успадкованих маєтків на дрібні володіння через покоління. Дочки могли вимагати лише грошовий еквівалент чверті маєтку свого батька, але молодші сини рідко залишалися неодруженими. Збіднілі шляхтичі мали мало шансів отримати земельні наділи від королів, тому що вони не могли брати участь у військових кампаніях монархів, але простолюдини, які хоробро воювали в королівській армії, регулярно нобілітувалися.

### Самоврядування та олігархи

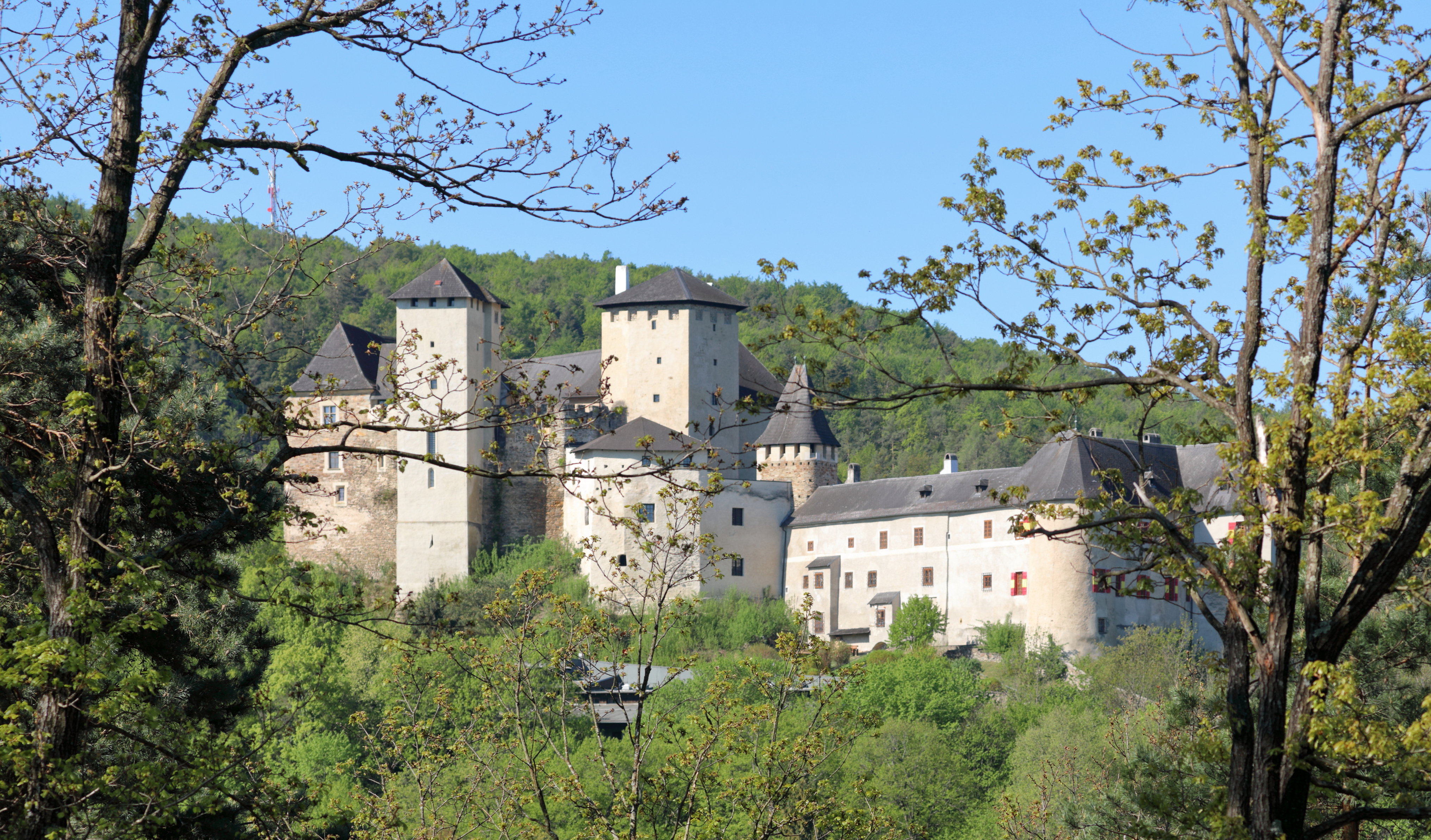
Замок Лека (нині Локенгаус в Австрії), побудований до 1300 року

Історик Ерік Фюгеді зазначив, що у другій половині XIII століття «замок породив замок»: якщо землевласник зводив фортецю, то для захисту своїх володінь його сусіди також будували його. Між 1271 і 1320 роками шляхтичі або прелати побудували принаймні 155 нових фортець. Для порівняння, на королівських володіннях було зведено лише близько десятка замків. Більшість замків складалися з вежі, оточеної укріпленим двором, але вежа також могла бути вбудована в стіни. Шляхтичі, які не могли звести фортеці, іноді були змушені покидати свої успадковані маєтки або шукати захисту могутніших сеньйорів, навіть через відмову від своїх вольностей.
Володарі замків мусили наймати професійний штат для оборони замку та управління його приналежностями. Вони переважно наймали шляхтичів, які володіли сусідніми маєтками, що дало початок розвитку нової інституції, відомої як familiaritas. Familiaris був шляхтичем, який вступив на службу до заможнішого землевласника в обмін на фіксовану платню або частину доходу, або рідко за право власності чи узуфрукт (право користування) шматком землі. На відміну від умовного шляхтича, familiaris залишився de jure незалежним землевласником, підпорядкованим лише монарху.
З 1270-х років коронаційна присяга монархів містила обіцянку поважати шляхетські вольності. Повіти поступово трансформувалися в інститут шляхетської місцевої автономії. На генеральних зборах повітів шляхта регулярно обговорювала місцеві питання. Важливими елементами здійснення правосуддя стали седріа — (суди графств). Їх очолювали ішпани або їхні заступники, але вони складалися з чотирьох (у Славонії та Трансільванії — двох) обраних місцевих шляхтичів, відомих як шляхетські судді.
На початку 1270-х років через неповнолітня Владислава IV (1272—1290) Угорщина впала в стан анархії. Щоб відновити громадський порядок, у 1277 роціпрелати скликали баронів і делегатів знаті та кочових половців, які оселилися в Угорщині, на загальну асамблею поблизу Пешта. Цей перший сейм (або парламент), намагаючись покласти край анархії, оголосив п'ятнадцятирічного монарха повнолітнім. На початку 1280-х років Симон із Кези пов'язував угорську націю зі знаттю у своїх «Діяннях угорців», підкреслюючи, що спільнота шляхти мала реальну владу.
Барони скористалися ослабленням королівської влади і захопили великі суміжні території. Монархи більше не могли призначати та звільняти своїх урядовців за власним бажанням. Наймогутніші барони – відомі в сучасній історіографії як олігархи – присвоїли собі королівські прерогативи, поєднуючи приватне володарство зі своїми адміністративними повноваженнями. Коли у 1301 році помер останній член династії Арпадів чоловічої статі, Андрій III (1290—1301), близько дюжини лордів контролювали більшу частину королівства.

### Епоха анжуйців

Відзнаки ордена Святого Георгія, першого європейського лицарського ордена

У 1310-х і 1320-х роках королівську владу відновив внучатий племінник Ладислава IV, Карл І Роберт (1301—1342), який був нащадком Анжуйського дому Капетингів. Він переважно силою захоплював замки олігархів, що знову забезпечувало перевагу королівської власності. 1318 року він скасував Золоту буллу і стверджував, що шляхтичі повинні були воювати в його армії за власний рахунок. Він ігнорував звичаєве право і регулярно здійснював «префекцію», надаючи доньці право успадкувати маєтки свого батька. Король реорганізував королівський дім, призначивши для формування своєї постійної свити пажів і лицарів. Він заснував орден Святого Георгія, який був першим лицарським орденом у Європі. Карл І був першим угорським монархом, який дарував своїм підданим герби. Він заснував королівську адміністрацію на почестях (або посадових феодах), розподіливши більшість графств і королівських замків серед своїх найвищих урядовців. Ці «баронства», за записом історика Маттео Віллані (пом. 1363) приблизно в 1350 році, не були «ані спадковими, ані довічними», але Карл рідко звільняв своїх найбільш довірених баронів. Кожен барон мав мати власний banderium (або озброєну дружину), що вирізнявся власним прапором.
У 1351 році син і наступник Карла, Людовик І (1342—1382) підтвердив усі положення Золотої булли, крім того, яке дозволяло бездітним шляхтичам вільно заповіти свої маєтки. Замість цього він запровадив систему енейля, приписуючи, що земельна власність бездітних шляхтичів «повинна переходити до їхніх братів, двоюрідних братів і родичів». Ця нова концепція aviticitas також захищала інтереси корони: тільки родичі в межах третього ступеня могли успадковувати майно шляхтича, а шляхтичі, які мали лише більш далеких родичів, не могли розпоряджатися своїм майном без згоди короля. Людовік І наголошував, що в його королівствах всі шляхтичі користуються «одною й тією самою свободою» і закріплюють усі привілеї, якими шляхтичі володіли в Угорщині щодо своїх слов'янських і трансильванських колег. Десятки влахських кнезів за військові заслуги були відзначені справжнім шляхетством. Переважна більшість верхньоугорських «шляхетних синів слуг» досягли статусу справжніх шляхтичів без формального королівського акту, оскільки пам'ять про їх умовне землеволодіння пішла в забуття. Більшість із них віддавали перевагу слов'янським іменам навіть у XIV столітті, показуючи, що вони розмовляли місцевою слов'янською мовою. Інші групи умовних шляхтичів залишалися відмінними від справжніх шляхтичів. Вони розробили власні інститути самоврядування, відомі як місцини або округи. У 1366 році Людовик постановив, що лише католицькі шляхтичі та кнезі могли володіти землею в окрузі Карансебеш (нині Карансебеш у Румунії), але на інших територіях королівства ортодоксальні землевласники не були змушені переходити в католицизм. Навіть католицький єпископ Варада (нині Орадя в Румунії) уповноважив своїх влаських воєвод (керівників) працевлаштувати православних священників. 1366 року король надав у феод Трансільванський округ Фогараш (навколо сучасного Фегараш у Румунії) Владиславу I Влайку (1364—1377). У своєму новому князівстві Владислав дарував маєтки волоським боярам; їх правовий статус був подібний до становища кнезів в інших регіонах Угорщини.
Королівські грамоти зазвичай ідентифікували шляхтичів і землевласників з другої половини XIV століття. Чоловіка, який жив у власному будинку у власних маєтках, описували як такого, що жив «по-шляхетськи», на відміну від тих, хто не мав землі і жив «по-хлопськи». У вердикті 1346 року проголошувалося, що знатна жінка, видана заміж за простолюдина, повинна отримати свою спадщину «у вигляді маєтку, щоб зберегти шляхетство нащадків, народжених від нешляхетного шлюбу». За місцевими звичаями деяких графств, її чоловік також вважався шляхтичем  – шляхтич за дружиною.
До 1350-х років правове становище селян було стандартизовано майже в усьому королівстві. Вільні селяни-орендарі мали сплачувати сеньйоріальні податки, але рідко були зобов'язані виконувати трудові обов'язки. У 1351 році король ввів дев'ятину – податок, що сплачується землевласникам – мав бути зібраний з усіх орендарів, таким чином перешкоджаючи землевласникам пропонувати нижчі податки, щоб переконати орендарів переїхати з земель інших панів до своїх маєтків. У 1328 році всі землевласники були уповноважені здійснювати правосуддя у своїх маєтках «у всіх випадках, крім випадків крадіжки, пограбування, нападу або підпалу», які залишалися під юрисдикцією sedria. Королі почали надавати шляхті право страчувати або калічити злочинців, захоплених у їхніх маєтках. Найвпливовіші шляхетські маєтки також були звільнені від юрисдикції повітових судів.

### Нові маєтки

Фортеця Ґаламбоч (нині фортеця Голубаць у Сербії), подарована королем Сигізмундом (1387—1437) Стефану Лазаревичу, деспоту Сербії (1389—1427)

Після смерті Людовика І, який помер 1382 року, королівська влада швидко занепала. Його зять Сигізмунд Люксембурзький (1387—1437), на початку 1387 року вступив у офіційну угоду з аристократами, які обрали його королем. Спочатку, коли його позиція була слабкою, він роздав своїм прибічникам більше половини з 150 королівських замків, хоча ця кількість зменшилася, коли він зміцнив свою владу на початку XV століття. Його фаворитами були іноземці, але старі угорські роди також скористалися його великодушністю. Найзаможніші шляхтичі, відомі як магнати, будували зручні замки в сільській місцевості, які ставали важливими центрами суспільного життя. Ці укріплені садиби завжди містили зал для представницьких цілей і приватну каплицю. Сигізмунд регулярно запрошував магнатів на королівську раду, навіть якщо вони не займали вищих посад. У 1408 році, щоб нагородити своїх найвідданіших прихильників, він заснував новий лицарський орден, Орден Дракона.
У 1390-х роках експансія Османської імперії досягла південних кордонів. Великий антиосманський хрестовий похід завершився в 1396 році катастрофічною поразкою біля Нікополя. Наступного року, щоб зміцнити систему оборони, Сигізмунд провів сейм у Темешварі (нині Тімішоара в Румунії). Він підтвердив «Золоту буллу», але без двох положень, які обмежували військові обов'язки шляхтичів і встановлювали їх право чинити опір монархам. Сейм зобов'язав усіх землевласників для служби в королівській арміїспоряджати одного стрільця на кожні 20 селянських наділів своїх володінь. Сигізмунд надав великі маєтки в Угорщині сусіднім православним правителям, щоб забезпечити їхній союз. У своїх маєтках вони заснували василітські монастирі.
На початку 1438 року королем був обраний зять Сигізмунда, Альберт Габсбург (1438—1439), але лише після того, як він пообіцяв завжди приймати важливі рішення за згодою королівської ради. Після його смерті в 1439 році спалахнула громадянська війна між прихильниками його сина Владислава Посмертного (1440—1457) та прихильників польського короля Владислава III (1440—1444). Ладислав Посмертний був коронований без обрання землями Корони Святого Іштвана, тому сейм оголосив коронацію недійсною, заявивши, що «коронування королів завжди залежить від волі мешканців королівства, за згодою яких і ефективність, і перебуває сила корони». Під час хрестового походу на Варну в 1444 році Владислав загинув, і для управління королівством сейм обрав сім головнокомандуючих. У 1446 р. єдиним регентом був обраний талановитий воєначальник Янош Гуньяді (пом. 1456).
У 1440-х роках сейм перетворився з дорадчого органу на важливий законодавчий інститут. На нього завжди запрошували магнатів особисто. Дрібні шляхтичі також мали право бути присутніми на сеймі, але в більшості випадків їх представляли делегати, які майже завжди були магнатськими familiares.

### Народження титулованого шляхетства таTripartitum

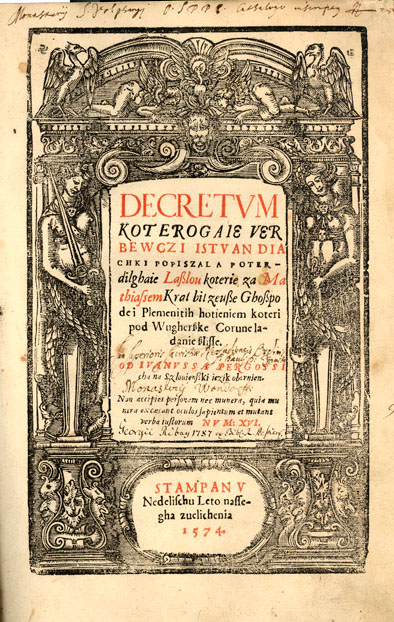
Хорватська версія Tripartitum Іштвана Вербочі (опублікована 1574 р.)

Гуньяді був першим шляхтичем, який отримав спадковий титул від угорського короля, коли в 1453 роціЛадіслав Посмертний надав йому саксонський округ Бістриц (нині Бистриця в Румунії) з титулом вічного графа. Син Гуньяді, Матвій Корвін (1458—1490), який був обраний королем у 1458 р., нагородив інших шляхтичів тим самим титулом. Фюгеді стверджує, що 16 грудня 1487 року став «днем народження стану магнатів в Угорщині», оскільки в перемир'ї, підписаному цього дня, перераховувалися 23 угорські «природні барони», протиставляючи їх вищим державним воєначальникам, які згадувалися як «барони посади». Наступник Корвіна, Владислав II (1490—1516) і син Владислава Людовик II (1516—1526), офіційно почали нагороджувати спадковим титулом барона важливих осіб свого уряду.
Різниця в багатстві шляхти посилилася в другій половині XV століття. Коли Корвін помер у 1490 році, близько 30 сімей володіли більш ніж чвертю території королівства. Наступна десята частина всіх земель у королівстві перебувала у володінні приблизно 55 заможних щляхетських родин. Інша шляхта володіла майже третиною земель, але ця група включала 12–13 тис. селян-шляхтичів, які володіли окремою ділянкою (або її частиною) і не мали орендарів. Сейми регулярно примушували селян-шляхтичів сплачувати податок з наділів. Пересічні магнати тримали близько 50 сіл, але регулярний поділ успадкованої земельної власності міг призвести до зубожіння аристократичних родин. Стратегії, застосовані для уникнення цього – планування сім'ї та целібат – призвело до вимирання більшості аристократичних сімей через кілька поколінь.
У 1498 р. сейм наказав скласти звичаєве право. Юрист Стефан Вербовцій (пом. 1541) завершив це завдання, представивши книгу законів на сеймі в 1514 р. Його Tripartitum – Звичаєве право відомого Королівства Угорщини у трьох частинах – ніколи не було прийнято, але з ним консультувалися в судах протягом століть. Він резюмував основні привілеї шляхти у чотирьох пунктах: шляхтичі підпорядковувалися лише владі монарха і могли бути заарештовані лише в рамках належного судового процесу; крім того, вони були звільнені від усіх податків і мали право чинити опір королю, якщо той намагався втрутитися в їхні привілеї. Вербочі також мав на увазі, що Угорщина насправді була республікою шляхти на чолі з монархом, заявивши, що всі шляхтичі «є членами Святої Корони» Угорщини. Цілком анахронізмом він наголошував на ідеї юридичної рівності всіх шляхтичів, але мусив визнати, що вищі воєначальники королівства, яких він згадував як «справжніх баронів», юридично відрізнялися від іншою шляхти. Він також згадав про існування окремої групи, яка була баронами «тільки за назвою», але без уточнення їхнього статусу.
Tripartitum вважав рід основною одиницею знаті. Знатний батько мав майже автократичну владу над своїми синами, оскільки міг ув'язнити їх або запропонувати собі в заручники. Його влада закінчувалася, лише якщо він розділив свої маєтки зі своїми синами, але цей поділ рідко можна було здійснити. «Зрада братньої крові» (тобто «обманне, хитре та шахрайське … позбавлення спадщини» родича) був серйозним злочином, який карався втратою честі та конфіскацією всього майна. Хоча в Tripartitum це прямо не згадувалося, дружина шляхтича також підпорядковувалася його владі. Вона отримала придане від свого чоловіка під час укладення шлюбу. Якщо її чоловік помер, вона успадкувала його найкращих коней та одяг.
У 1490-х роках у Західній Європі стрімко зріс попит на продукти харчування. Поміщики хотіли скористатися зростанням цін. Вони вимагали трудової повинності від своїх селян-орендарів і почали збирати сеньйоріальні податки натурою. Сейми приймали постанови, які обмежували право селян на вільне пересування та збільшували їх тягарі. Скарги селян несподівано вилилися у повстання у травні 1514 р. Повстанці захопили садиби та вбили десятки шляхтичів, особливо на Великій Угорській рівнині. 15 липня Воєвода Трансільванії Янош І Заполья під Темешваром знищив їхню основну армію. Дєрдь Дожа та інші лідери селянської війни були катовані та страчені, але більшість повстанців отримали помилування. Сейм покарав селянство як групу, засудивши її на вічне панство і позбавивши права вільного пересування. Сейм також закріпив обов'язок кріпаків щотижня один день відпрацьовувати своїх панів.

## Ранньомодерний і новий час

### Тристороння Угорщина
У битві під Мохачем османи знищили королівську армію. Людовік II загинув, тікаючи з поля бою, і королями обиралися двоє претендентів, Януш І Заполья (1526—1540) і Фердинанд Габсбург (1526—1564). Після смерті Запольї в 1540 році Фердинанд намагався возз'єднати Угорщину, але османський султан Сулейман Пишний (1520—1566), втрутився в усобицю та в 1541 році захопив Буду. Султан дозволив вдові Запольї, Ізабеллі Ягеллонці (пом. 1559), правити землями на схід від річки Тиса від імені її малолітнього сина, Яноша ІІ Жигимонта (1540—1571), в обмін на щорічну данину. Його рішення розділило Угорщину на три частини: османи зайняли центральні території; Східно-Угорське королівство Яна Сигізмунда перетворено на автономне Трансільванське князівство; а монархи Габсбургів зберегли північні та західні території (або Угорське королівство).
Більшість шляхти з центральних районів втекла на неокуповані території. Селяни, які жили вздовж кордонів, платили податки як османам, так і своїм колишнім панам. Замість шляхтичів, які загинули під час боїв, простолюдинів регулярно залучали на службу в королівську армію чи в магнатські дружини. Нерегулярні піхотинці-гайдуки — переважно втікачі-кріпаки та розорена шляхта – стали важливими елементами оборонних сил. Іштван Бочкай, князь Трансільванії (1605—1606), де осіло 10 000 гойдуків у семи селах, у 1605 році звільнив їх від податків, що в історії Угорщини було «найбільшою колективною нобілітацією».
Окрім секеїв та саксонських лідерів, шляхта утворювала одну з трьох націй (або маєтків королівства) Трансільванії, але вона рідко могла кинути виклик владі князів. У королівській Угорщині магнати успішно захищали шляхетські привілеї, оскільки їхні величезні володіння були майже повністю звільнені від влади королівських урядовців. Їхні садиби були укріплені на «угорський манер» (з земляними та дерев'яними стінами) у 1540-х роках. Шляхта королівської Угорщини також могла розраховувати на підтримку трансильванських князів проти монархів Габсбургів. Змішані шлюби між австрійськими, чеськими та угорськими аристократами в монархії Габсбургів дали початок розвитку «наднаціональної аристократії». Іноземні аристократи регулярно отримували угорське громадянство, а угорські шляхтичі часто натуралізувалися в інших державах Габсбургів. Королі Габсбургів з 1530-х років нагороджували наймогутніших магнатів спадковими титулами, такими як титул барона.
Аристократи підтримували поширення Реформації. Більшість шляхти в західних регіонах королівської Угорщини дотримувалася лютеранства, але кальвінізм став домінуючою релігією в Трансільванії та інших регіонах. Ян Сигізмунд пропагував унітарні погляди, але більшість унітарних шляхтичів загинули в боях на початку 1600-х років. Габсбурги залишалися рішучими прихильниками католицької контрреформації, а найвидатніші аристократичні сім'ї в королівській Угорщині в 1630-х роках прийняли католицтво. Князі-кальвіністи Трансільванії підтримували своїх одновірців. Габор Бетлен надав шляхетство всім кальвіністським пасторам.
Королі та трансільванські князі регулярно нобілітували простолюдинів, але часто без надання їм земельної власності. Юриспруденція стверджувала, що тільки ті, хто володів землею, яку обробляли кріпаки, могли вважатися повноправною шляхтою. Армалісти – шляхтичі, які мали грамоту на шляхетство, але жодної земельної ділянки, а також селяни-шляхтичі продовжували сплачувати податки, за що їх спільно називали податним шляхетством. Шляхетство можна було придбати у королів, які часто потребували коштів. Поміщики також отримували вигоду від нобілітації своїх кріпаків, оскільки могли вимагати плату за свою згоду.
У 1608 році сейм в Королівській Угорщині був офіційно розділений на дві палати. Усі дорослі члени чоловічої статі з титулованих шляхетських родин мали місце у Верхній палаті. Дрібна шляхта обирала двох або трьох делегатів на загальних зборах графств, щоб представляти їх у нижній палаті. Хорватські та славонські магнати також мали місця у Верхній палаті, а sabor (або сейм) Хорватії та Славонії направив делегатів до нижньої палати.

### Визвольна і визвольна війна

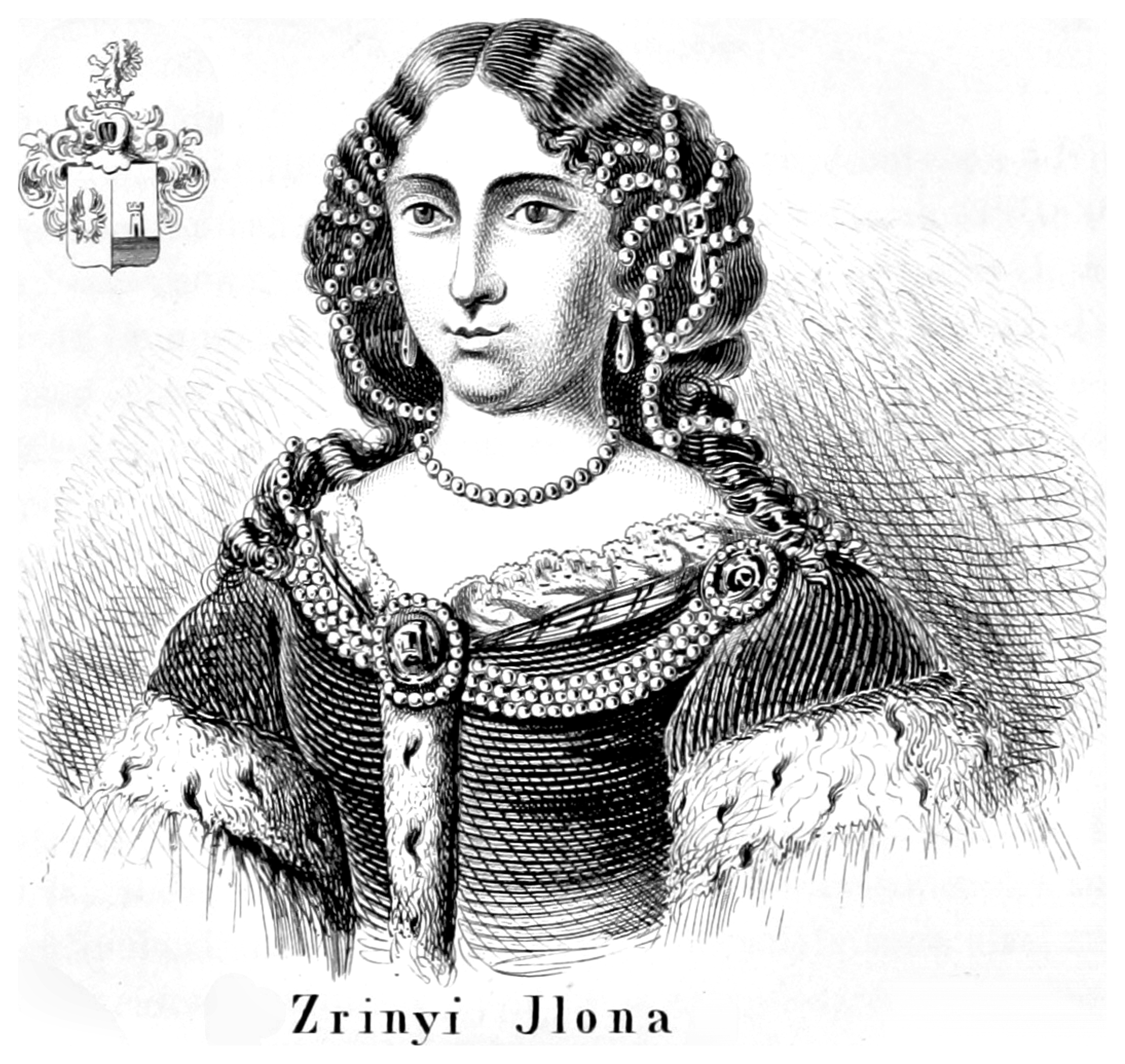
Графиня Ілона Зріні (пом. 1703), мати князя Ференца II Ракоці (пом. 1735)

У 1683 році під Віднем сили Священної Римської імперії та Речі Посполитої завдали нищівної поразки османам. У 1686 року османи були вигнані з Буди. У 1687 році Міхай I Апафі, князь Трансільванії (1661—1690), визнавав сюзеренітет імператора Леопольда І, який також був королем Угорщини (1657—1705). Вдячний за визволення Буди, сейм скасував право шляхти чинити опір монархові для захисту своїх вольностей. У 1688 році сейм дозволив аристократам заснувати спеціальний трест, відомий як fideicommissum , з королівської згоди, щоб запобігти розподілу їхнього земельного багатства між їхніми нащадками. Відповідно до традиційної концепції aviticitas, успадковані маєтки не могли підлягати трасту. Маєтки у fideicommissum завжди тримала одна особа, але вона відповідала за належне забезпечення своїх родичів.
Звільнення центральної Угорщини тривало, і в 1699 році османи були змушені визнати втрату території. Леопольд створив спеціальний комітет для розподілу земель на відвойованих територіях. Нащадки шляхти, які мали там маєтки до османського завоювання, повинні були надати документи на підтвердження своїх претензій на спадкові землі. Навіть якщо вони могли надати документи, вони мали сплатити мито – десяту частини вартості заявленого майна – як відшкодування витрат на визвольну війну. Кілька шляхтичів відповідали критеріям, але більше половини відновлених земель було розподілено між іноземцями. Вони були натуралізовані, але більшість із них ніколи не відвідували Угорщину.
Адміністрація Габсбургів подвоїла суму податків, що збиралися в Угорщині, і вимагала майже третину податків (1,25 млн флоринів) з духовенства та шляхетства. Палатин князь Пауль І Естергазі (пом. 1713) переконав монарха зменшити податковий тягар для шляхти до 0,25 мільйона флоринів, але різницю мали сплачувати селяни. Леопольд не довіряв угорцям, оскільки в 1670-х роках група магнатів змовилася проти нього. Найманці замінили угорські гарнізони, і вони часто грабували сільську місцевість. Монарх також підтримував спроби кардинала Леопольда Карла фон Коллонича обмежити права протестантів. На відвойованих територіях були поселені десятки тисяч німців-католиків і православних сербів.
Початок війни за іспанську спадщину (1701—1715) дав можливість незадоволеним угорцям повстати проти Леопольда. Своїм лідером вони вважали одного з найбагатших аристократів, князя Ференца II Ракоці (пом. 1735 р.). Війна Ракоці за незалежність тривала з 1703 по 1711 рр. Хоча повстанці були змушені поступитися, Сатмарська угода надала загальну амністію для них і новий монарх Карл III Габсбург (1711—1740), пообіцяв поважати привілеї шляхти королівства.

### Кооперація і абсолютизм

Палац Естергазі, власністьЕстергазі у Фертеді

У 1723 році Карл III знову підтвердив привілеї землевласників «Королівства Угорщини та приєднаних до нього частин, королівств і провінцій» в обмін на введення в дію Прагматичної санкції, яка встановлювала право його дочок бути його наступницями. Монтеск'є, який відвідав Угорщину в 1728 році, вважав відносини між королем і сеймом хорошим прикладом поділу влади. Магнати майже монополізували найвищі посади, такі як угорська судова канцелярія – вищий орган королівської адміністрації – і раду лейтенантів – найважливіший адміністративний офіс, де також працювала дрібніша шляхта. На практиці після королівського указу Carolina Resolutio, що зобов'язував усіх кандидатів складати присягу Діві Марії, протестанти були виключені з державних посад.
Сатмарський мир і Прагматична санкція стверджували, що угорська нація складається з привілейованих груп, незалежно від їхньої етнічної приналежності, але перші дебати за етнічними ознаками відбулися на початку XVIII століття. Юрист Міхай Бенчик стверджував, що міщани Тренчена (нині Тренчин у Словаччині) не повинні посилати делегатів на сейм, оскільки у 890-х роках їхні предки були змушені поступитися мадярам-завойовникам. Священник Ян Б. Магін написав відповідь, стверджуючи, що етнічні словаки та угорці мають однакові права. У Трансільванії єпископ Румунської греко-католицької церкви барон Інокентій Міку-Кляйн (пом. 1768) на сеймі 1737 року намагався виступити «від імені всієї румунської нації Трансільванії», але він не зміг закінчити промову, оскільки інші делегати заявили, що він може посилатися лише на румунів або на румунський народ, оскільки румунської нації не існує. Через п'ять років він безуспішно вимагав визнання румунів четвертою нацією за етнічною ознакою.
Марія Терезія (1740—1780) у 1740 році змінила Карла III, що призвело до війни за австрійську спадщину. Шляхетські делегати запропонували своє «життя і кров» за свого нового «короля», а оголошення загального збору шляхти мало вирішальне значення на початку війни. Вдячна за їх підтримку, Марія Терезія зміцнила зв'язки між угорським шляхетством і монархією. Вона заснувала Терезіанську академію та Королівську угорську охорону для молодих угорських шляхтичів. Обидві інституції сприяли поширенню ідей епохи Просвітництва. Масонство стало популярним, особливо серед магнатів, але масонські ложі також були відкриті для шляхти і професіоналів без титулів.

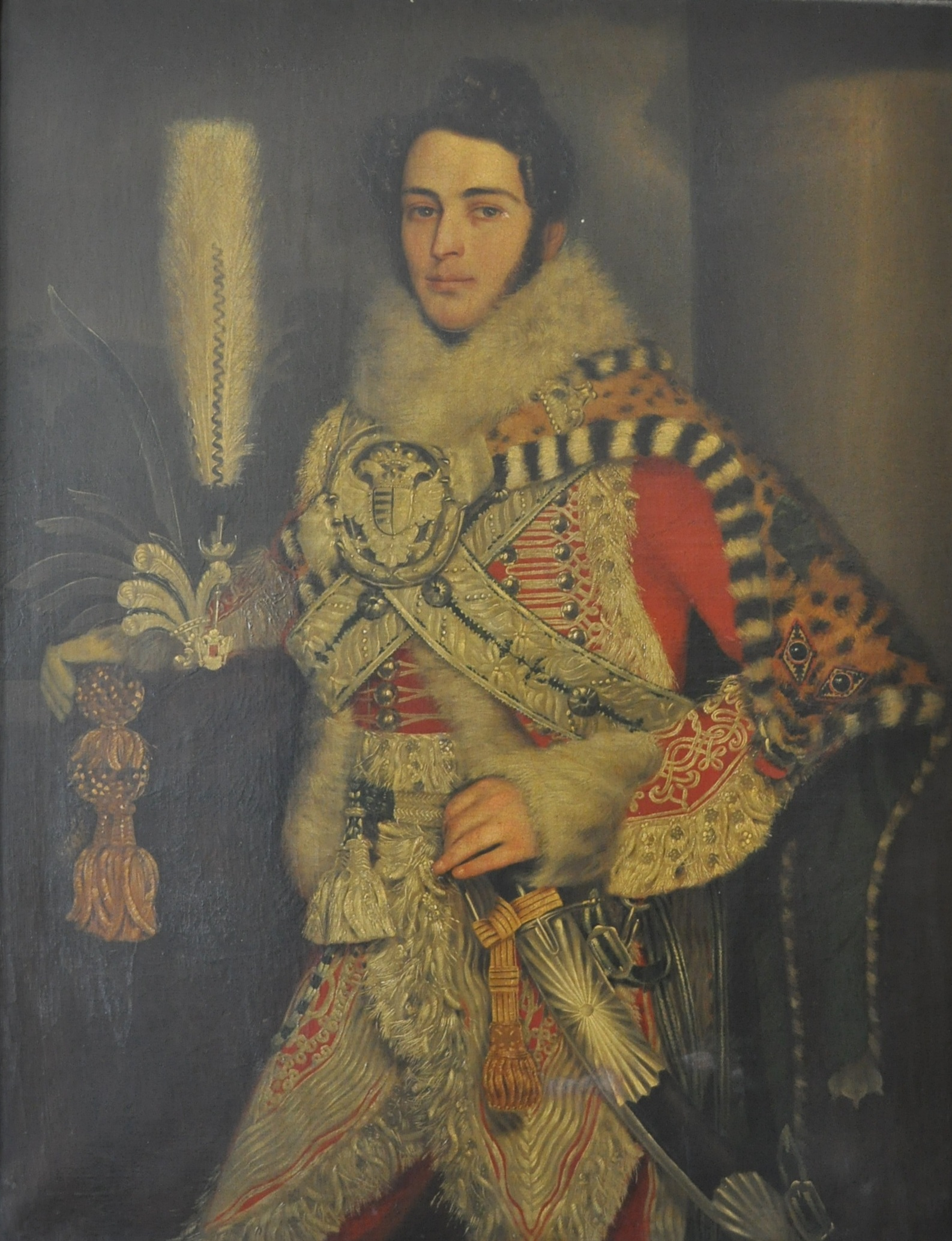
Тівадар Кубіні (пом. 1880), член Королівської угорської охорони

Зростали культурні відмінності між магнатами та дрібною шляхтою. Магнати перейняли спосіб життя імперської аристократії, переміщаючись між своїми літніми палацами у Відні та новозбудованими розкішними резиденціями в Угорщині. Князь Міклош Естергазі (пом. 1790) наймав знаменитого композитора Йозефа Гайдна. Граф Янош Фекете (пом. 1803), лютий захисник шляхетських привілеїв, засипав французького філософа Вольтера листами та дилетантськими віршами. Граф Міклош Палфі (пом. 1773) для фінансування постійної армії запропонував оподаткувати шляхту. Більшість шляхти не бажала відмовлятися від своїх привілеїв. Дрібні шляхтичі також наполягали на своєму традиційному способі життя і жили в простих будинках, зроблених з дерева або глини.
Після 1764 року Марія Терезія не проводила сеймів. Вона регулювала відносини землевласників та їхніх кріпаків у королівському указі 1767 року. Її син і наступник Йосиф II (1780—1790), якого висміювали як «короля в капелюсі», так і не був коронований, оскільки хотів уникнути коронаційної присяги. Він запровадив реформи, які явно суперечили місцевим звичаям. Він замінив графства на округи та призначив для управління ними королівських урядовців. Після повстання румунських кріпаків у Трансильванії він скасував кріпосне право, забезпечивши всім селянам право вільного пересування. У 1784 році він наказав провести перший перепис населення в Угорщині. За його записами, шляхетство становило приблизно 4,5 % чоловічого населення в землях угорської корони (155 519 шляхти у власне Угорщині та 42 098 шляхти у Трансільванії, Хорватії та Славонії). Частка шляхти була значно вищою (6-16 %) у північно-східних і східних округах і меншою (3 %) у Хорватії та Славонії. Бідна шляхта, яку висміювали як «шляхтичів із семи сливових дерев» або «шляхтичів у сандаліях», становили майже 90 % шляхеттва. Попередні дослідження шляхти показують, що більше половини шляхетних сімей отримали свій ранг після 1550 року.

### Національне пробудження

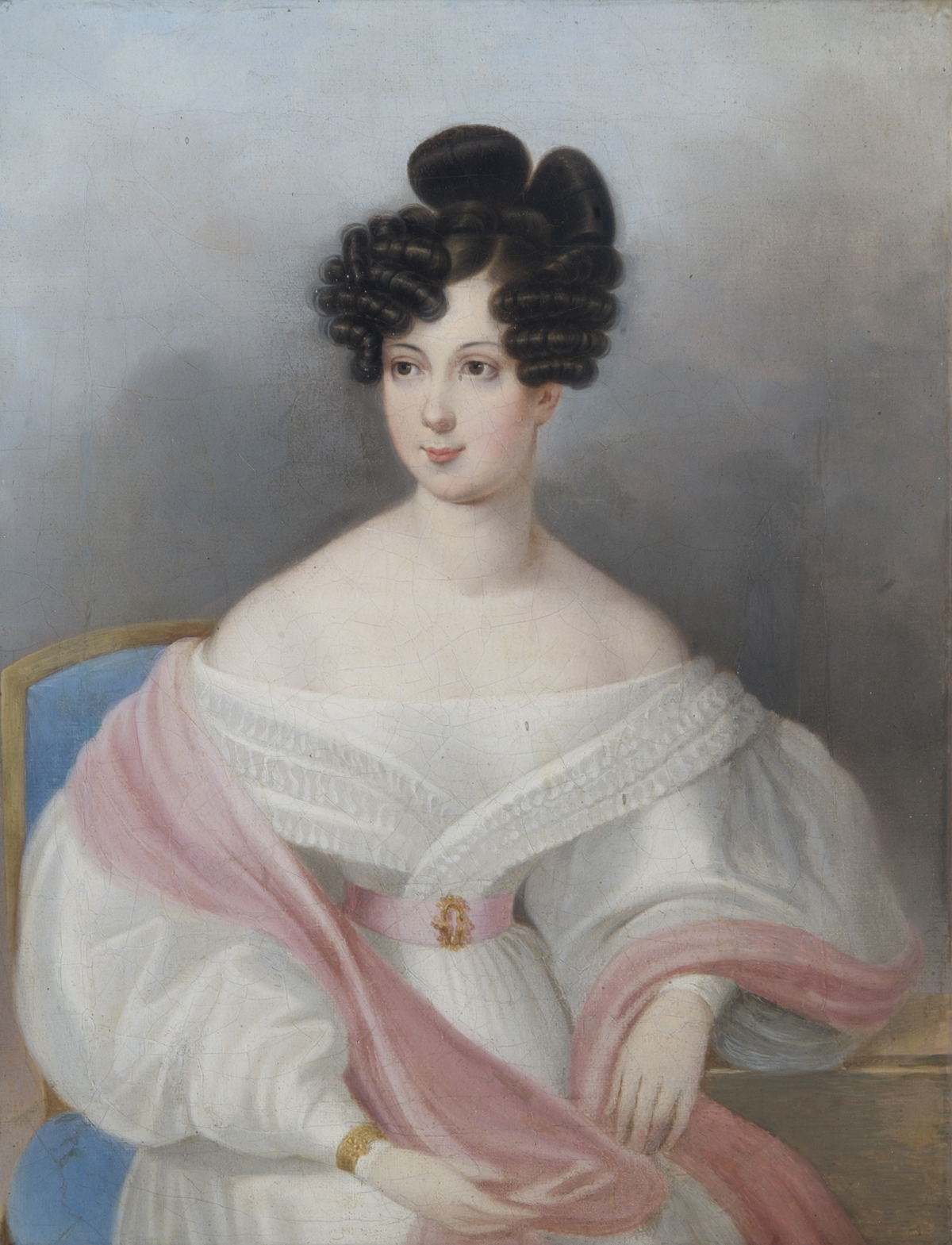
Графиня Клодін Реді (пом. 1841), родоначальниця британської королівської родини через шлюб її онуки Марії Текської (пом. 1953) з королем Георгом V (1910—1936)

Нечисленна шляхта-реформатори з ентузіазмом зустріли звістку про Французьку революцію. Йосиф Гайночі (пом. 1795) переклав Декларацію прав людини і громадянина на латину, а Янош Лачкович (пом. 1795) опублікував її угорський переклад. Щоб заспокоїти угорську шляхту, Йосиф II на смертному одрі в 1790 року скасував майже всі свої реформи. Його наступник Леопольд II (1790—1792), скликав сейм і підтвердив вольності станів королівства, підкресливши, що Угорщина є «вільним і незалежним» королівством, яке керується власними законами. Новини про якобінський терор у Франції зміцнили королівську владу. Гайночі та інші радикальні (або «якобінські») шляхтичі, які обговорювали можливість скасування всіх привілеїв у таємних товариствах, у 1795 році були схоплені та страчені або ув'язнені. Сейми проголосували за податки і новобранців, яких наступник Леопольда Франц ІІ (1792—1835), вимагав між 1792 і 1811 рр.
Останній загальний збір шляхти був оголошений у 1809 році, але Наполеон легко розгромив шляхетські війська під Дьєром. Розквіт сільського господарства спонукав землевласників позичати гроші та купувати нові маєтки чи засновувати млини під час війни, але більшість із них збанкрутували після відновлення миру в 1814 році. Концепція aviticitas не дозволяла як кредиторам стягнути свої гроші, так і боржникам продати свої маєтки. Радикальна шляхта відіграла вирішальну роль у реформаторських рухах початку 1ХІХ століття. Ґергей Берзевичі (пом. 1822 р.) вже близько 1800 року приписував причину відсталості місцевої економіки наявністю кріпацтва. Ференц Казінці (пом. 1831 р.) і Янош Бачані (пом. 1845 р.) ініціювали мовну реформу, побоюючись зникнення угорської мови. Поет Шандор Петефі (пом. 1849), який був простолюдином, у своїй поемі «Мадярський шляхтич» висміяв консервативну шляхту, протиставляючи їхню анахронічну гординю та їхній неробський спосіб життя.
З 1820-х років в політичному житті домінувало нове покоління шляхтичів-реформістів. Граф Іштван Сечені (пом. 1860 р.) вимагав скасування кріпосної повинності та системи відплати, заявляючи, що «ми, заможні землевласники, є головною перешкодою для прогресу та більшого розвитку нашої батьківщини». Він заснував клуби в Пресбурзі та Пешті та сприяв перегонам, оскільки хотів заохотити регулярні зустрічі магнатів, дрібної шляхти та міщан. Друг Сечені, барон Міклош Вешшелені (пом. 1850), вимагав створення конституційної монархії та захисту громадянських прав. Дрібний шляхтич Лайош Кошут (пом. 1894) у 1840-х роках став лідером найбільш радикальних політиків. Він проголосив, що сейми та округи є установами привілейованих груп і що лише ширший суспільний рух може забезпечити розвиток Угорщини.
З кінця епохи Просвітництва національність дедалі більше пов'язувалася з народною мовою. Прогнози німецького філософа-романтика Йоганна Ґотфріда Гердера (пом. 1803) про неминучу асиміляцію малих народів у велику мовну групу розпалили вогонь лінгвістичного націоналізму. Хоча етнічні угорці становили лише близько 38 відсотків населення, з кінця XVIII століття поширилося офіційне використання угорської мови. Кошут проголосив, що всі, хто хоче користуватися свободами нації, повинні вивчати угорську мову. На противагу цьому словак Людовит Штур (пом. 1856) стверджував, що угорська нація складається з багатьох національностей і їхню лояльність можна зміцнити офіційним використанням їхніх мов. Граф Янко Драшкович (пом. 1856) рекомендував, щоб хорватська мова замінила латинь як офіційну мову в Хорватії та Славонії.

### Революція і неоабсолютизм

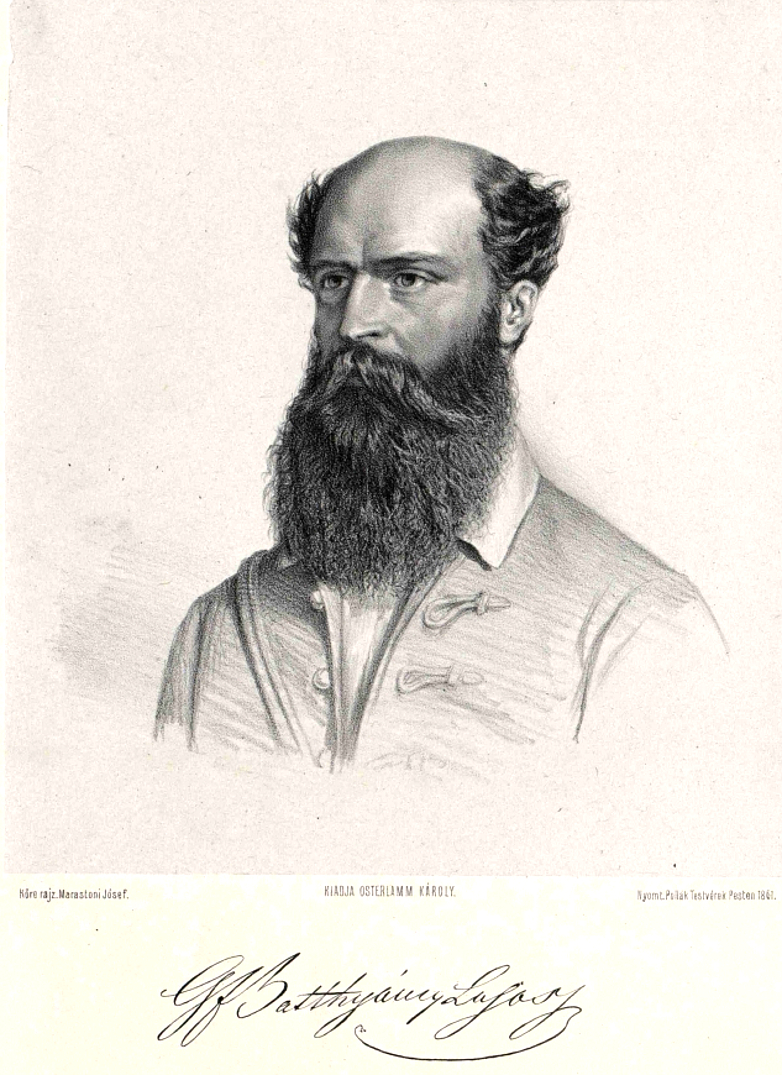
Граф Лайош Баттяні (пом. 1849), перший прем'єр-міністр Угорщини в 1848 році

Новини про революції 1848 року дійшли до Пешта 15 березня 1848 року. Молоді інтелектуали проголосили радикальну програму, відому як «Дванадцять пунктів», вимагаючи рівних громадянських прав для всіх громадян. Першим прем'єр-міністром Угорщини був призначений граф Лайош Баттяні (пом. 1849). Сейм швидко ухвалив більшість дванадцяти пунктів і Фердинанда V (1835—1848) у квітні їх санкціонував.
Квітневі закони скасували звільнення шляхти від податків і aviticitas, але 31 fideicommissa магнатів залишився недоторканим. Хоча селяни-орендарі отримували власні наділи, землевласникам обіцяно компенсацію. Дорослі чоловіки, які володіли понад 0,032 км2 (7,9 акра) орних земель або міських маєтків вартістю не менше 300 флоринів – близько чверті дорослого чоловічого населення – отримали право голосу на парламентських виборах. Було підтверджено виключне право шляхти на виборах у графствах, інакше у багатьох округах на загальних зборах могли б легко домінувати етнічні меншини. Шляхта становила близько чверті членів нового парламенту, який зібрався після загальних виборів 5 липня.
На зборах у травні словацькі делегати вимагали автономії для всіх етнічних меншин. Подібні вимоги були прийняті на зборах румунських делегатів. Радники Фердинанда V переконали бана Хорватії барона Йосипа Єлачича (пом. 1859) у вересні вторгнутися до власне Угорщини. Вибухнула нова війна за незалежність, і 14 квітня 1849 року угорський парламент скинув династію Габсбургів. На боці легітимістів виступив Микола I російський (1825—1855), і російські війська здолали угорську армію, змусивши 13 серпня її здатися.
Угорщина, Хорватія (і Славонія) і Трансільванія були включені як окремі держави до складу Австрійської імперії. Радники молодого імператора Франца Йосифа (1848—1916), заявили, що Угорщина втратила свої історичні права і консервативні угорські аристократи не можуть переконати його відновити стару конституцію. Шляхту, яка залишилася вірною Габсбургам, призначали на високі посади, але більшість нових урядовців прибули з інших провінцій імперії. Переважна більшість шляхти віддала перевагу пасивному опору: вони не обіймали посад у державній адміністрації та мовчазно перешкоджали виконанню імператорських указів. Близько 1854 року їхнім лідером став шляхтич без титулу з округу Зала, Ференц Деак (пом. 1876). Вони намагалися зберегти вигляд зверхності, але протягом наступних десятиліть їх переважна більшість була асимільована місцевим селянством чи дрібною буржуазією. На відміну від них, магнати, які утримували близько чверті всіх земель, для модернізації своїх маєтків могли легко залучити кошти від банківського сектора, що розвивався.

### Австро-Угорщина

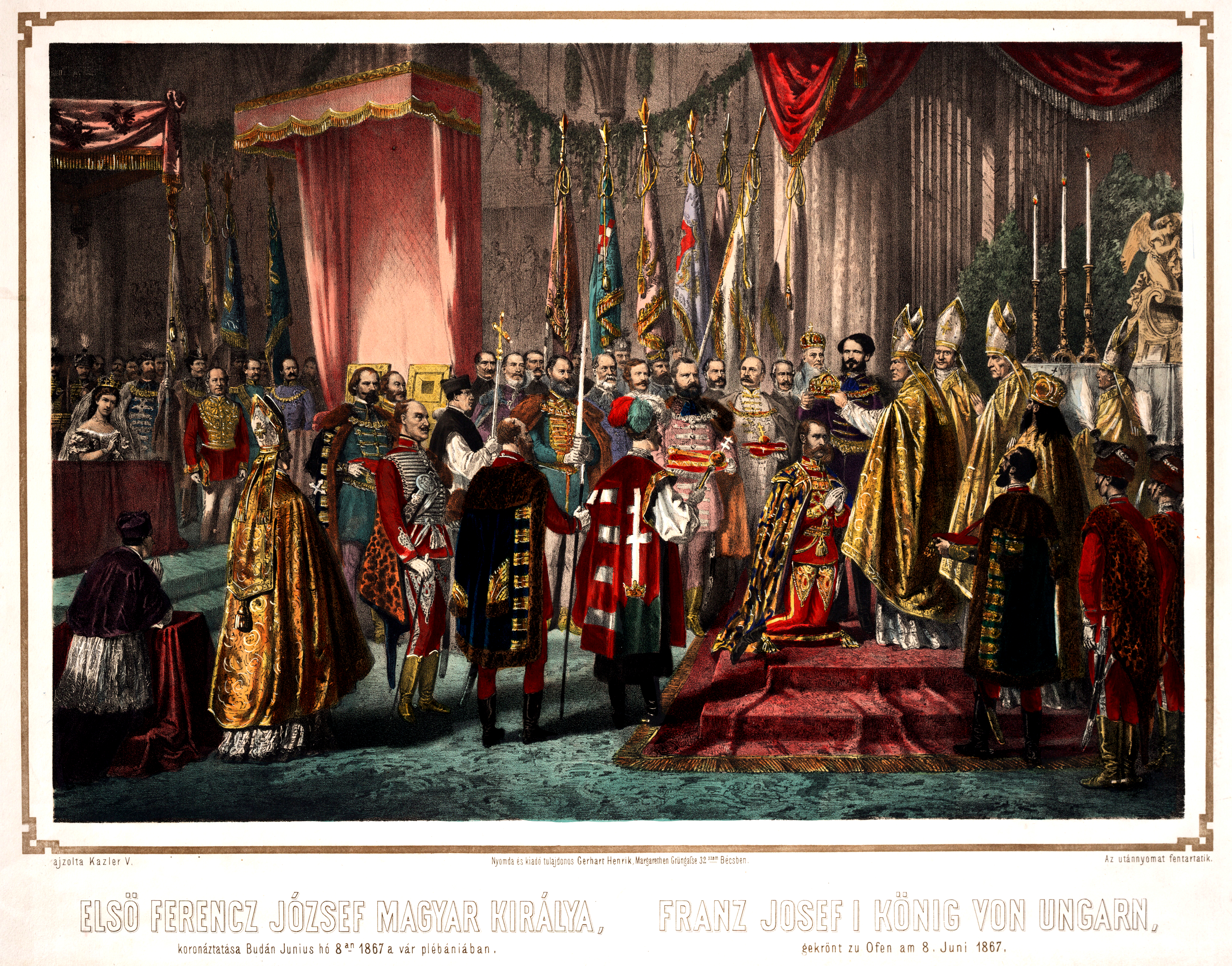
Коронація Франца Йосифа І як короля Угорщини після Австро-Угорського компромісу 1867 року

Деак і його послідовники знали, що великі держави не підтримують розпад Австрійської імперії. Поразка Австрії в австро-прусській війні 1866 року прискорила зближення між королем і партією Деака, що призвело до австро-угорського компромісу 1867 року. Були об'єднані власне Угорщина та Трансільванія, і в рамках подвійної монархії Австро-Угорщини була відновлена автономія Угорщини. Наступного року хорватсько-угорська угода відновила унію власне Угорщини та Хорватії, але забезпечила компетенцію хорватського sabor у внутрішніх справах, освіті та юстиції.
Компроміс зміцнив позиції традиційної політичної еліти. На загальних виборах могли проголосувати лише близько 6 % населення. З 1867 по 1918 рр. більше половини прем'єр-міністрів і одна третина міністрів призначалися з числа магнатів. Землевласники становили більшість членів парламенту. Половина місць у муніципальних зборах була збережена за найбільшими платниками податків. Шляхта також домінувала в державній адміністрації, тому що десятки тисяч збіднілих шляхтичів влаштувалися на роботу в міністерствах або на державних залізницях і поштах. Вони були палкими прихильниками мадяризації, заперечуючи використання мов меншин. Аристократка-емігрантка баронеса Емма Орці (пом. 1947) писала свої романи англійською мовою у Великій Британії. Вона виїхала з Угорщини разом із батьками, коли в 1868 році сільськогосподарські робітники, побоюючись втратити роботу, підпалили садибу Орчі в Абадшалоку. Її перший роман, у якому розповідається про Скарлет Пернел – «першого персонажа, якого можна назвати супергероєм» (Стен Лі) – був опублікований у 1905 році.
Тільки шляхта, яка володіла маєтками не менше 1,15 км2 (280 акрів) вважалася процвітаючою, але кількість маєтків такого розміру швидко зменшилася. Протягом того самого періоду магнати скористалися банкрутством дрібних шляхтичів і купили нові маєтки. Нова fideicommissa були створені, які дозволили магнатам зберегти притягнення своїх земельних багатств. Аристократів регулярно призначали до рад директорів банків і компаній.
Головною рушійною силою розвитку фінансового та промислового секторів були євреї. У 1910 році єврейські підприємці володіли більш ніж половиною компаній і більш ніж чотирма п'ятими банків. Вони також купили земельну власність і до 1913 року придбали майже одну п'яту маєтків між 1,15—5,75 км2 (280—1 420 акрів). Найвидатніші єврейські міщани були нагороджені шляхетством, у 1918 р. було 26 аристократичних родин і 320 шляхетських родин єврейського походження. Багато з них навернулися до християнства, але інша шляхта не вважали їх собі рівними.

### Революції і контрреволюції
Перша світова війна призвела до розпаду Австро-Угорщини в 1918 році. Революція айстр – рух ліволіберальної Партії незалежності, Соціал-демократичної партії та Радикальної громадянської партії – переконував Карла IV (1916—1918), щоб 31 жовтня призначити прем'єр-міністром королівства радикального графа Міхая Каройя (пом. 1955). 16 листопада після саморозпуску нижньої палати Угорщина була проголошена республікою. Угорська національна рада прийняла земельну реформу, встановивши максимальний розмір маєтків у 1,15 квадратного кілометра (280 акрів) і наказавши розподілити надлишок між місцевим селянством. Каройї, чиї успадковані домени були закладені банкам, першим запровадив реформу.
26 лютого 1919 року союзні держави дозволили Румунії окупувати нові території та наказали відвести королівську угорську армію майже до Тиси. Каройї подав у відставку, а 21 березня лідер Угорської комуністичної партії Бела Кун (пом. 1938) оголосив про створення Угорської Радянської Республіки. Усі маєтки понад 0,43 км2 (110 акрів) і всі приватні підприємства, в яких працювало понад 20 робітників, були націоналізовані. Більшовики не змогли зупинити румунське вторгнення, і їхні лідери 1 серпня втекли з Угорщини. Після короткочасного тимчасового уряду 6 серпня промисловець Іштван Фрідріх (пом. 1951) за підтримки союзних держав сформував коаліційний уряд. Програму націоналізації більшовиків було скасовано. Угорська соціал-демократична партія бойкотувала загальні вибори на початку 1920 року. Новий однопалатний сейм Угорщини відновив угорську монархію, але не відновив Габсбургів. Натомість першим регентом у березні 1920 року був обраний шляхтич-кальвініст Міклош Горті (пом. 1957 р.). За Тріанонським договором від 4 червня Угорщина мала визнати втрату понад двох третин своєї території та понад 60 % свого населення (включаючи одну третину етнічних угорців).
Горті ніколи не був коронований королем, і тому не міг дарувати шляхетство, але він заснував новий орден за заслуги, Орден Витязя. Його члени отримали спадковий титул vitéz («сміливий»). Їм також надали земельні ділянки, що відновило «середньовічний зв'язок між землеволодінням і службою перед короною» (Браян Картледж). Найвпливовішими політиками міжвоєнного періоду були двоє трансильванських аристократів, графи Пал Телекі (пом. 1941) та Іштван Бетлен (пом. 1946). Події 1918—1919 рр. переконали їх, що лише «консервативна демократія», де домінує земельне шляхетство, може забезпечити стабільність країні. Більшість міністрів і більшість членів парламенту були шляхтичами. Консервативна аграрна реформа – обмежена 8,5 % всіх орних земель – було запроваджено, але майже третина земель залишилася у володінні близько 400 магнатських родин. У 1926 році було відновлено двопалатний парламент, у верхній палаті домінували аристократи, прелати та високопоставлені чиновники.
Провідною ідеологією 1920-1930-х років був антисемітизм. Закон numerus clausus обмежив прийом єврейських студентів до університетів. Граф Фідель Палфі (пом. 1946) був одним із провідних діячів націонал-соціалістичних рухів, але більшість аристократів зневажали радикалізм «старшин і економок». У квітні 1941 року Угорщина брала участь у вторгненні країн Осі до Югославії та після бомбардування Каси наприкінці червня приєдналася до війни проти Радянського Союзу. Побоюючись виходу Угорщини з війни, 19 березня 1944 року нацистська Німеччина окупувала країну в ході операції «Маргарете». За сприяння місцевої влади до нацистських концтаборів були переведені сотні тисяч євреїв і десятки тисяч ромів. Найбагатші бізнес-магнати єврейського походження були змушені відмовитися від своїх компаній і банків, щоб викупити своє життя та життя своїх родичів.

### Падіння угорської знаті

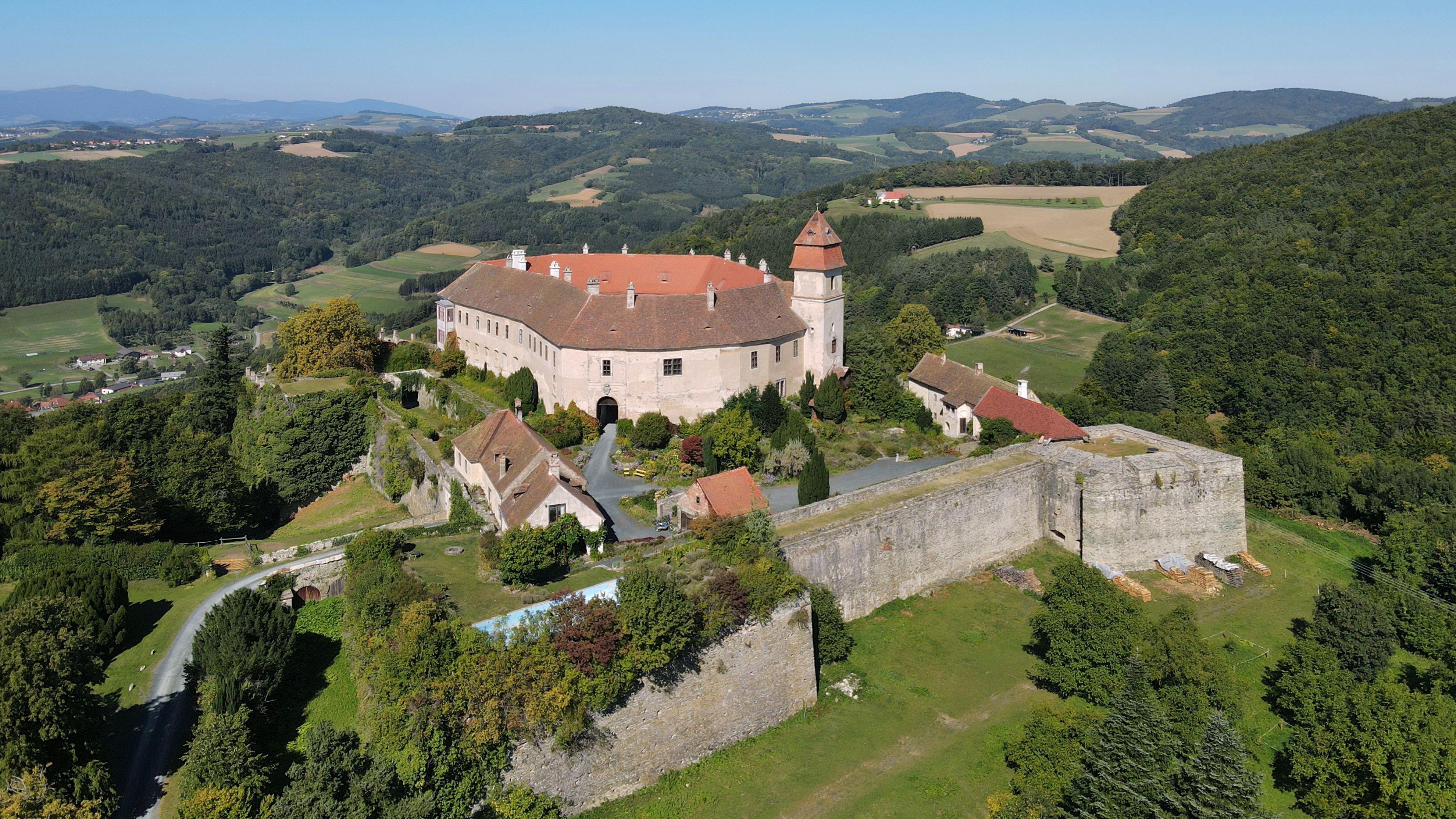
Замок Бернштейн (Borostyánkő vára) в Австрії, як і раніше утримується родиною Альмаші

6 грудня 1944 року Червона Армія вийшла до угорських кордонів і оволоділа Великою Угорською рівниною. Делегати від міст і сіл регіону створили Тимчасові національні збори в Дебрецені, які 22 грудня обрали новий уряд. В асамблеї мали місце троє видатних антинацистських аристократів. Невдовзі Тимчасовий національний уряд пообіцяв земельну реформу разом із скасуванням усіх «антидемократичних» законів. Останні війська німецького вермахту покинули Угорщину 4 квітня 1945 року.
Комуністичний міністр сільського господарства Імре Надь (пом. 1958) 17 березня 1945 року оголосив земельну реформу. Усі домени понад 5,75 км2 (1 420 акрів) було конфісковано, а власники менших маєтків могли залишити максимум 0,58—1,73 км2 (140—430 акрів) землі. Земельна реформа, як зазначив Картледж, знищила шляхетство та ліквідувала «елементи феодалізму, які зберігалися в Угорщині довше, ніж будь-де в Європі». Подібні земельні реформи були запроваджені в Румунії та Чехословаччині. В обох країнах етнічні угорські аристократи як імовірні військові злочинці були засуджені до смертної кари або тюремного ув'язнення. Після 1945 року угорські аристократи могли зберегти свої маєтки лише в Бургенланді (в Австрії).
Радянська військова влада контролювала загальні вибори та формування коаліційного уряду наприкінці 1945 року. 1 лютого 1946 року новий парламент проголосив Другу Угорську Республіку. Опитування громадської думки у 1946 році показало, що понад 75 % чоловіків і 66 % жінок були проти використання шляхетських титулів. Парламент прийняв акт, який скасовував усі шляхетські звання та пов'язані з ними форми звертання, а також заборонити їх використання. Новий закон набув чинності 14 лютого 1947 року.

## Неофіційне шляхетство

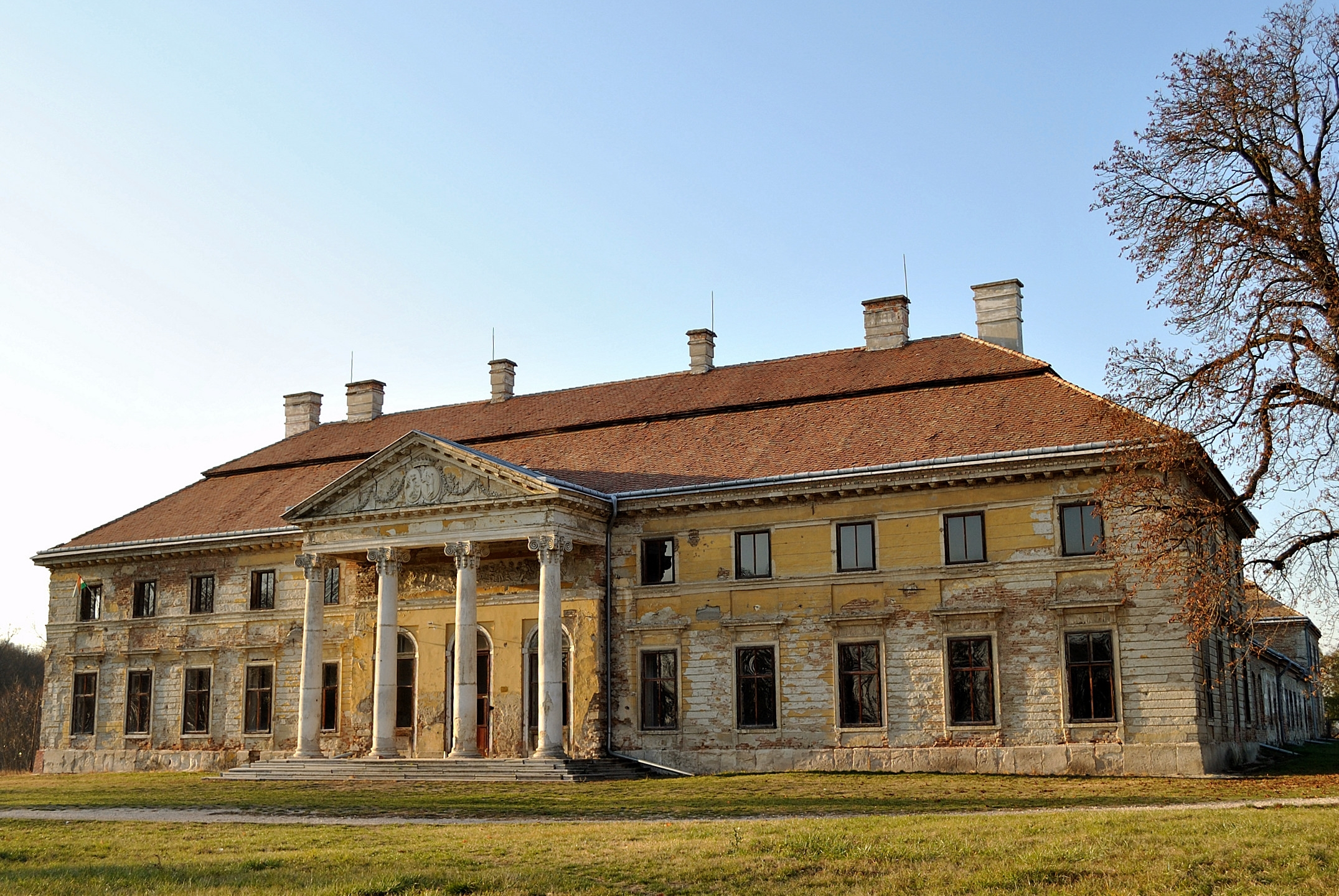
Зруйнований аристократичний маєток у Ловасберені

Між 1947 і 1949 роками комуністи взяли повний контроль над урядом, і 20 серпня 1949 року Угорщину було проголошено «народною республікою». Аристократів було оголошено «класовими ворогами», і більшість із них інтерновано до «соціальних таборів» – фактично трудові табори – працювати на полях Великої Угорської рівнини. У 1950 і 1951 роках відбувалися масові внутрішні депортації. Протягом двох місяців у травні-липні 1951 року майже всі аристократи були інтерновані з Будапешта до малонаселених сіл у східній Угорщині, переважно в регіоні Гортобадь. Цифри остаточного звіту показують, що зі столиці протягом цього періоду були депортовані 9 герцогів, 163 графи, 121 барон і 8 лицарів — загалом 301 аристократ — та їхні родини. Депортованим було заборонено залишати межі закріпленого за ними села та перебували під постійним наглядом поліції. Їх позбавили речей, власності та громадянських прав — заборонили брати участь у виборах. Більшість із них могли обмежено працювати фізичною працею в сільському господарстві в радгоспах, але їх позбавлення було постійним.
Деякі ліві аристократи намагалися співпрацювати з новим режимом, але комуністичні лідери їм не довіряли. Внаслідок Хрущовської відлиги інтернованим було дозволено залишити трудові табори, але їхні колишні домівки їм не повернули. Хоча комуністичні історики зробили все можливе, щоб довести визначну роль аристократів під час невдалої антикомуністичної угорської революції 1956 року, активну участь в ній брали небагато аристократів. Багато аристократів покинули країну після придушення повстання 1956 року. Протягом 1960-х і 1970-х років люди аристократичного походження в основному працювали синіми комірцями, і до 1962 року їхні діти потребували спеціального дозволу для навчання в університетах. Хоча офіційна дискримінація була скасована, колишніх аристократів рідко призначали на вищі посади. Петер Естергазі (пом. 2016) став відомим письменником протягом останніх десятиліть комуністичного режиму.
Наприкінці 1980-х років розвалилася комуністична однопартійна система і в 1989 році Угорщина була проголошена республікою. Перший прем'єр-міністр демократичної ери Йозеф Анталл (пом. 1993) запропонував посади в державній адміністрації аристократам, які повернулися до Угорщини, але аристократія не відновила колишніх позицій. Повернення колишньої власності було важливим політичним питанням у більшості нових демократій на початку 1990-х років. В Угорщині реституція в натуральній формі була виключена, оскільки багато частин раніше конфіскованого майна протягом останніх років комуністичного режиму вже було приватизовано. Натомість первинним власникам та їхнім нащадкам була надана грошова компенсація, але її сума була обмежена приблизно 70 000 доларів США. Навпаки, реституція в натуральній формі була найкращим методом реституції в Чехословаччині, і початкові власники також могли вимагати реституції в натуральній формі в Румунії та Польщі. Угорські аристократи повернули собі частину своєї колишньої власності в Румунії, і принаймні одна угорська шляхетська родина під час процесу реституції також повернула власність у Чехії, Польщі та Словаччині.
Закон Угорщини, який забороняє використання шляхетських чинів і стилів, не був скасований, і Конституційний суд Угорщини оголосив у 2009 та 2010 роках, що заборона повністю відповідає переглянутій Конституції Угорщини 1949 року. У грудні 2010 року двоє членів правої групи Йоббік подали проект про скасування заборони, але через два тижні відкликали його. З ініціативи колишнього аристократа Яноша Нярі в 1994 році в Будапешті було створено приватний клуб для осіб шляхетного походження «Асоціація угорських шляхетських сімей». У 2007 році асоціація стала членом Європейської шляхетської комісії.

### Першоджерела
- Anonymus, Notary of King Béla: The Deeds of the Hungarians (Edited, Translated and Annotated by Martyn Rady and László Veszprémy) (2010). In: Rady, Martyn; Veszprémy, László; Bak, János M. (2010); Anonymus and Master Roger; CEU Press; ISBN 978-963-9776-95-1.
- Constantine Porphyrogenitus: De Administrando Imperio (Greek text edited by Gyula Moravcsik, English translation by Romilly J. H. Jenkins) (1967). Dumbarton Oaks Center for Byzantine Studies. ISBN 0-88402-021-5.
- Simon of Kéza: The Deeds of the Hungarians (Edited and translated by László Veszprémy and Frank Schaer with a study by Jenő Szűcs) (1999). CEU Press. ISBN 963-9116-31-9.
- The Customary Law of the Renowned Kingdom of Hungary in Three Parts (1517) (Edited and translated by János M. Bak, Péter Banyó and Martyn Rady, with an introductory study by László Péter) (2005). Charles Schlacks, Jr.; Department of Medieval Studies, Central European University. ISBN 1-884445-40-3.
- The Laws of the Medieval Kingdom of Hungary, 1000–1301 (Translated and edited by János M. Bak, György Bónis, James Ross Sweeney with an essay on previous editions by Andor Czizmadia, Second revised edition, In collaboration with Leslie S. Domonkos) (1999). Charles Schlacks, Jr. Publishers.

### Вторинні джерела
- Á. Varga, László (1989). hitbizomány [fideicommissum]. У Bán, Péter (ред.). Magyar történelmi fogalomtár, A–L [Thesaurus of Hungarian History] (угор.). Gondolat. с. 188—189. ISBN 963-282-203-X.
- Bak, János (1993). "Linguistic pluralism" in Medieval Hungary. У Meyer, Marc A. (ред.). The Culture of Christendom: Essays in Medieval History in Memory of Denis L. T. Bethel. The Hambledon Press. с. 269–280. ISBN 1-85285-064-7.
- Bánó, Attila (2004). Régi magyar családok [Old Hungarian Families] (угор.). Atheneum. ISBN 963-9471-47-X.
- Berend, Nora; Urbańczyk, Przemysław; Wiszewski, Przemysław (2013). Central Europe in the High Middle Ages: Bohemia, Hungary and Poland, c. 900-c. 1300. Cambridge University Press. ISBN 978-0-521-78156-5. {{cite book}}: Текст «author-link1» проігноровано (довідка)
- Cartledge, Bryan (2011). The Will to Survive: A History of Hungary. C. Hurst & Co. ISBN 978-1-84904-112-6.
- Curta, Florin (2006). Southeastern Europe in the Middle Ages, 500–1250. Cambridge University Press. ISBN 978-0-521-89452-4.
- Engel, Pál (2001). The Realm of St Stephen: A History of Medieval Hungary, 895–1526. I.B. Tauris Publishers. ISBN 1-86064-061-3.
- Fügedi, Erik (1986a). Castle and Society in Medieval Hungary (1000-1437). Akadémiai Kiadó. ISBN 963-05-3802-4.
- Fügedi, Erik (1986b). The aristocracy in medieval Hungary (theses). У Bak, J. M. (ред.). Kings, Bishops, Nobles and Burghers in Medieval Hungary. Variorum Reprints. с. IV.1—IV.14. ISBN 0-86078-177-1.
- Fügedi, Erik (1998). The Elefánthy: The Hungarian Nobleman and His Kindred (Edited by Damir Karbić, with a foreword by János M. Bak). Central European University Press. ISBN 963-9116-20-3.
- Fügedi, Erik; Bak, János M. (2012). Foreign Knights and Clerks in Early Medieval Hungary. У Berend, Nora (ред.). The Expansion of Central Europe in the Middle Ages. Ashgate Publishing. с. 319—331. ISBN 978-1-4094-2245-7.
- Georgescu, Vlad (1991). The Romanians: A History. Ohio State University Press. ISBN 0-8142-0511-9.
- Gudenus, János; Szentirmay, László (1989). Összetört címerek: a magyar arisztokrácia sorsa és az 1945 utáni megpróbáltatások [Broken Coats-of-Arms: The Hungarian Aristocrats' Fate and the Scourge after 1945] (угор.). Mozaik. ISBN 963-02-6114-6.
- Kontler, László (1999). Millennium in Central Europe: A History of Hungary. Atlantisz Publishing House. ISBN 963-9165-37-9.
- Kováč, Dušan (2011). The Slovak political programme: from Hungarian patriotism to the Czecho–Slovak State. У Teich, Mikuláš; Kováč, Dušan; Brown, Martin D. (ред.). Slovakia in History. Cambridge University Press. с. 120—136. ISBN 978-0-521-80253-6.
- Kozminski, Andrzej K. (March 1997). Restitution of Private Property: Re-privatization in Central and Eastern Europe. Communist and Post-Communist Studies. University of California Press]. 30 (1): 95—106. ISSN 0967-067X. JSTOR 45302002.
- Lukačka, Ján (2011). The Beginnings of the Nobility in Slovakia. У Teich, Mikuláš; Kováč, Dušan; Brown, Martin D. (ред.). Slovakia in History. Cambridge University Press. с. 30—37. ISBN 978-0-521-80253-6.
- Magaš, Branka (2007). Croatia Through History. SAQI. ISBN 978-0-86356-775-9.
- Makkai, László (1994). The Emergence of the Estates (1172–1526). У Köpeczi, Béla; Barta, Gábor; Bóna, István; Makkai, László; Szász, Zoltán; Borus, Judit (ред.). History of Transylvania. Akadémiai Kiadó. с. 178–243. ISBN 963-05-6703-2. {{cite book}}: символ нерозривного пробілу в |pages= на позиції 68 (довідка)
- Murdock, Graeme (2000). Calvinism on the Frontier, 1600-1660: International Calvinims and the Reformed Church in Hungary and Transylvania. Clarendon Press. ISBN 0-19-820859-6.
- Nakazawa, Tatsuya (2007). Slovak Nation as a Corporate Body: The Process of the Conceptual Transformation of a Nation without History into a Constitutional Subject during the Revolutions of 1848/49. У Hayashi, Tadayuki; Fukuda, Hiroshi (ред.). Regions in Central and Eastern Europe: Past and Present. Slavic Research Center, Hokkaido University. с. 155–181. ISBN 978-4-938637-43-9.
- Némethy, Zsolt (2016). Rang nélkül: rehabilitálatlan magyar arisztokraták, 1945–? [Without a rank: unrehabilitated Hungarian aristocrats, 1945–?] (PDF). Turul (угор.). Magyar Törtnelmi Társulat. 89 (1): 35—38. ISSN 1216-7258. Процитовано 15 березня 2023.
- Pálffy, Géza (2009). The Kingdom of Hungary and the Habsburg Monarchy in the Sixteenth Century. Center for Hungarian Studies and Publications. ISBN 978-0-88033-633-8.
- Patai, Raphael (2015). The Jews of Hungary: History, Culture, Psychology. Wayne State University Press. ISBN 978-0-8143-2561-2.
- Pop, Ioan-Aurel (2013). "De manibus Valachorum scismaticorum...": Romanians and Power in the Mediaeval Kingdom of Hungary: The Thirteenth and Fourteenth Centuries. Peter Lang Edition. ISBN 978-3-631-64866-7.
- Prodan, David (1971). Supplex Libellus Valachorum or The Political Struggle of the Romanians in Transylvania during the 18th century. Publishing House of the Academy of the Socialist Republic of Romania. OCLC 955936263.
- Rady, Martyn (2000). Nobility, Land and Service in Medieval Hungary. Palgrave. ISBN 0-333-80085-0.
- Révész, László (2003). The cemeteries of the Conquest period. У Zsolt, Visy (ред.). Hungarian Archaeology at the Turn of the Millenium. Ministry of National Cultural Heritage, Teleki László Foundation. с. 338—343. ISBN 963-86291-8-5.
- Schimert, Peter (1995). The Hungarian Nobility in the Seventeenth and Eighteenth Centuries. У Scott, H. M. (ред.). The European Nobilites in the Seventeenth and Eighteenth Centuries, Volume Two: Northern, Central and Eastern Europe. Longman. с. 144—182. ISBN 0-582-08071-1.
- Szakály, Ferenc (1994). The Early Ottoman Period, Including Royal Hungary, 1526–1606. У Sugar, Peter F.; Hanák, Péter; Frank, Tibor (ред.). A History of Hungary. Indiana University Press. с. 83—99. ISBN 963-7081-01-1.
- Széchenyi, Kinga (2023). Deportations and Hungarian Aristocracy during the Communist Period. У Botos, Máté; Fejérdy, Gergely (ред.). Honore et Virtute. A közép-európai arisztokrácia sorsa a XX. században. L'Harmattan. с. 211—219. ISBN 978-963-414-829-6.
- Taylor, A. J. P. (1976). The Habsburg Monarchy, 1809–1918: A History of the Austrian Empire and Austria–Hungary. The University of Chicago Press. ISBN 0-226-79145-9.
- Vermes, Gábor (2014). Hungarian Culture and Politics in the Habsburg Monarchy, 1711–1848. CEU Press. ISBN 978-963-386-019-9.
- Wolf, Mária (2003). 10th–11th century settlements; Earthen forts. У Visy, Zsolt (ред.). Hungarian Archaeology at the Turn of the Millenium. Ministry of National Cultural Heritage, Teleki László Foundation. с. 326—331. ISBN 963-86291-8-5.
- Zimonyi, István (2016). Muslim Sources on the Magyars in the Second Half of the 9th Century: The Magyar Chapter of the Jayhānī Tradition. BRILL. ISBN 978-90-04-21437-8.

## Подальше читання
- Neumann, Tibor (2016). Hercegek a középkorvégi Magyarországon [Dukes in Hungary in the Late Middle Ages]. У Zsoldos, Attila (ред.). Hercegek és hercegségek a középkori Magyarországon [Dukes and Duchies in Medieval Hungary] (угор.). Városi Levéltár és Kutatóintézet. с. 95—112. ISBN 978-963-8406-13-2.
- Thompson, Wayne C. (2014). Nordic, Central, and Southeastern Europe 2014. Rowman & Littlefield. ISBN 9781475812244.
- Tötösy de Zepetnek, Steven (2010). Nobilitashungariae: List of Historical Surnames of the Hungarian Nobility / A magyar történelmi nemesség családneveinek listája. Clcweb Library. Purdue University Press]. ISSN 1923-9580.
- Zsoldos, Attila (2020). The Árpáds and Their People. An Introduction to the History of Hungary from cca. 900 to 1301. Arpadiana IV., Research Centre for the Humanities. ISBN 978-963-416-226-1.